# Leyenda negra

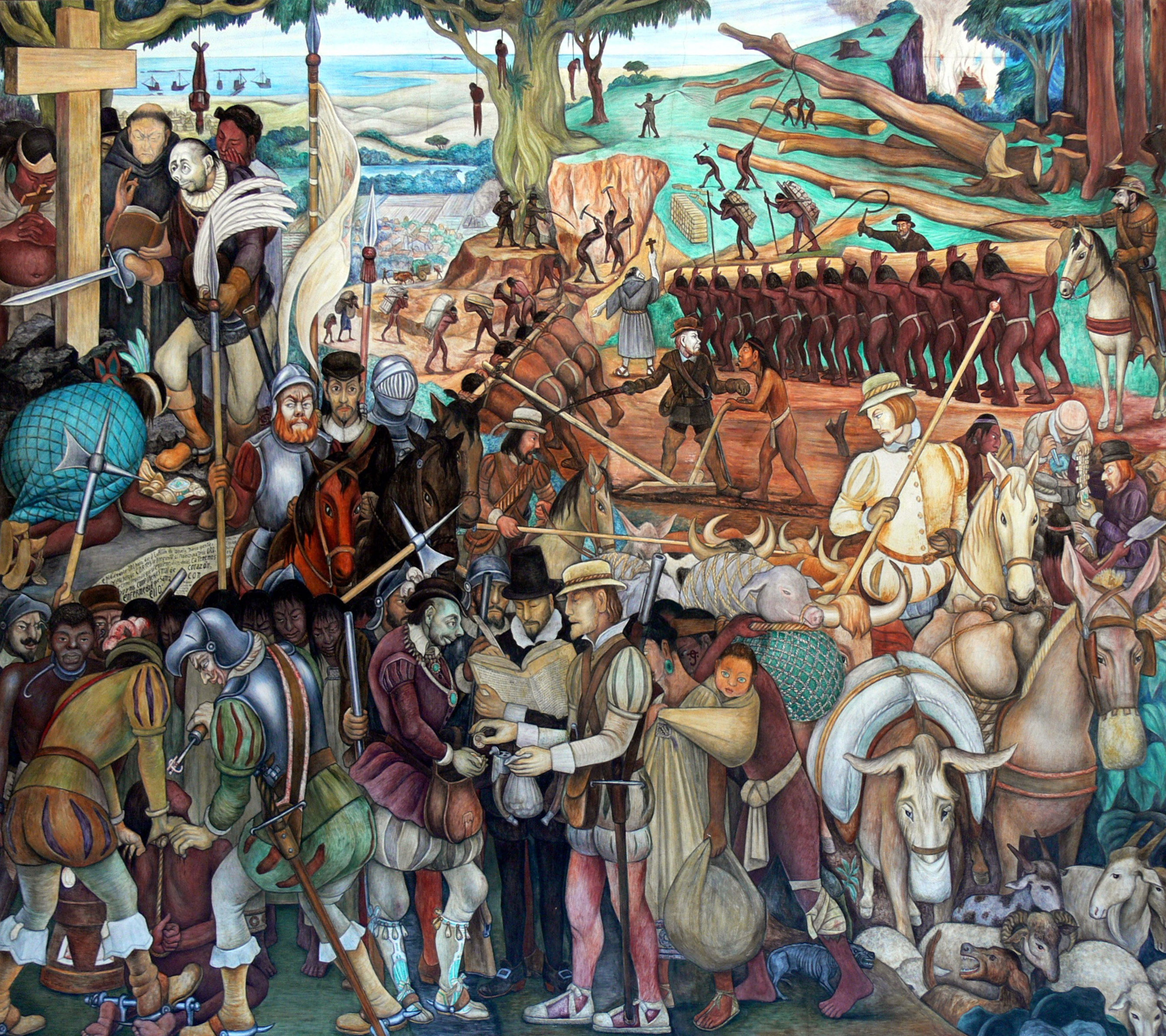
Detail aus „Die Geschichte Mexikos“, von Diego Rivera (1929–1935)

Der Begriff Schwarze Legende (spanisch Leyenda negra) bezeichnet ein seit dem 16. Jahrhundert verbreitetes, antispanisches und oft auch antikatholisches, propagandistisch überzeichnetes Geschichtsbild. Es beschreibt die katholischen Spanier als fanatisch, brutal, menschenverachtend, faul und rückständig. Die Urheber waren die vorwiegend protestantisch geprägten Länder des nord- und mitteleuropäischen Raums, allen voran England und die Niederlande, die in wirtschaftlicher, politischer und religiöser Konkurrenz zu dem spanisch-katholischen Weltreich standen.
Der Begriff wurde u. a. vom Historiker und Soziologen Julián Juderías (1877–1918) geprägt. Kernpunkte der Legende seien u. a. die einseitige Anprangerung der von Spanien begangenen Verbrechen, während jene von anderen Ländern verschwiegen oder kaum thematisiert werden. Als Beispiel kann die Behandlung der Eingeborenen in Süd- und Mittelamerika durch die Spanier gegenüber jener der Eingeborenen Nordamerikas durch Angelsachsen oder der Eingeborenen Afrikas durch Briten, Niederländer, Franzosen sowie Belgier herangezogen werden.
Des Weiteren existiere die Dämonisierung spanischer Institutionen und Handlungen im Vergleich zu den entsprechenden Einrichtungen anderer Staaten. So besteht z. B. noch heute gemeinhin die Ansicht, die spanische Inquisition allein habe massive Hexenverfolgung betrieben, während gerade protestantische Geistliche, zu ihr aufriefen und evangelisch geprägte Länder in der Verfolgung nicht nachstanden.
Positive Aspekte der spanischen Geschichte würden dabei ausgelassen: beispielsweise wurde auf die Werke von Bartolomé de Las Casas verwiesen, dabei aber nicht gewürdigt, dass eine solche massive Kritik der Politik des eigenen Landes in Spanien möglich war und positive Veränderungen zur Folge hatte.
Spanische Gewalttaten seien zudem ungenau, fehlerhaft und übertrieben dargestellt. Unter Berufung auf Las Casas lastete man die sinkende Zahl amerikanischer Indigener spanischen Massakern an, während die von den Europäern eingeschleppten Krankheiten als Erklärung außer Acht gelassen wurden, gegenüber denen die Indios über keine Immunabwehr verfügten.
Schließlich sei die Betrachtung spanischer Aktionen vom historischen Kontext losgelöst; so werden die Konquistadoren an modernen ethisch-moralischen Grundsätzen gemessen, die Menschenopfer, Kriegszüge und streng hierarchischen Gesellschaftsordnungen der Azteken und Inkas hingegen mit dem kulturellen und zeitlichen Kontext erklärt.

## Definition

Julián Juderías

Üblicherweise wird die Entstehung des Begriffs »Schwarze Legende« Julián Juderías zugeschrieben, doch der tatsächliche Ursprung ist unbekannt. Mindestens Emilia Pardo Bazán und Vicente Blasco Ibáñez hatten den Ausdruck im heutigen Sinne schon verwendet, bevor es Juderías tat, es war aber Juderías, der ihn verbreitete und den Begriff in seinem Werk La Leyenda Negra (1914) folgendermaßen erklärte:

«[…] el ambiente creado por los relatos fantásticos que acerca de nuestra patria han visto la luz pública en todos los países, las descripciones grotescas que se han hecho siempre del carácter de los españoles como individuos y colectividad, la negación o por lo menos la ignorancia sistemática de cuanto es favorable y hermoso en las diversas manifestaciones de la cultura y del arte, las acusaciones que en todo tiempo se han lanzado sobre España fundándose para ello en hechos exagerados, mal interpretados o falsos en su totalidad, y, finalmente, la afirmación contenida en libros al parecer respetables y verídicos y muchas veces reproducida, comentada y ampliada en la Prensa extranjera, de que nuestra Patria constituye, desde el punto de vista de la tolerancia, de la cultura y del progreso político, una excepción lamentable dentro del grupo de las naciones europeas.
En una palabra, entendemos por leyenda negra, la leyenda de la España inquisitorial, ignorante, fanática, incapaz de figurar entre los pueblos cultos lo mismo ahora que antes, dispuesta siempre a las represiones violentas; enemiga del progreso y de las innovaciones; o, en otros términos, la leyenda que habiendo empezado a difundirse en el siglo XVI, a raíz de la Reforma, no ha dejado de utilizarse en contra nuestra desde entonces y más especialmente en momentos críticos de nuestra vida nacional.»

„[…] das Ambiente, geschaffen durch die fantastischen Erzählungen über unser Vaterland, die das Licht der Öffentlichkeit in fast allen Ländern gesehen haben; die grotesken Beschreibungen, die immer wieder über den Charakter der Spanier als Individuen und als Kollektiv gemacht wurden; die Leugnung oder mindestens systematische Ignorierung von allem, was für uns vorteil- und ehrenhaft ist in den verschiedenen Manifestationen unserer Kultur und Kunst; die Anschuldigungen, die zu jeder Zeit gegen Spanien vorgebracht wurden und die sich zu diesem Zweck auf übertrieben dargestellte Ereignisse stützten, schlecht interpretiert oder zur Gänze falsch, und schließlich die Behauptung, die in im ersten Moment respektabel und wahrhaft scheinenden Büchern enthalten ist und vielfach reproduziert, kommentiert und in der ausländischen Presse aufgebauscht wird, dass unser Vaterland vom Standpunkt der Toleranz, der Kultur und des politischen Fortschritts aus betrachtet eine bedauernswerte Ausnahme innerhalb der Gruppe der europäischen Nationen sei.
Mit einem Wort: Wir verstehen unter Leyenda negra die Legende von einem inquisitorischen Spanien, ignorant, fanatisch, unfähig, unter den kultivierten Völkern heute wie auch früher zu bestehen, immer bereit zu gewalttätigen Repressionen; Feind des Fortschritts und der Neuerungen, oder, mit anderen Worten, die Legende, deren Verbreitung im 16. Jahrhundert wegen der Reformation begonnen hat, wird seither immer gegen uns verwendet, vor allem in kritischen Momenten unseres staatlichen Lebens.“

Das zweite klassische Werk über das Thema ist Historia de la Leyenda Negra hispano-americana (»Geschichte der spanisch-amerikanischen Schwarzen Legende«) von Rómulo D. Carbia. So, wie Juderías sich mehr mit der europäischen Seite der Legende beschäftigt hat, widmete sich der Argentinier Carbia der amerikanischen Seite. Für Carbia lautet somit eine etwas allgemeinere Definition folgendermaßen:

«[…] abarca la Leyenda en su más cabal amplitud, es decir, en sus formas típicas de juicios sobre la crueldad, el obscurantismo y la tiranía política. A la crueldad se le ha querido ver en los procedimientos de que se echara mano para implantar la Fe en América o defenderla en Flandes; al obscurantismo, en la presunta obstrucción opuesta por España a todo progreso espiritual y a cualquiera actividad de la inteligencia; y a la tiranía, en las restricciones con que se habría ahogado la vida libre de los españoles nacidos en el Nuevo Mundo y a quienes parecería que se hubiese querido esclavizar sine die.»

„[…] die Legende beinhaltet in ihrer vollgültigen Ausdehnung, also in ihrer typischen Form, Urteile über die Grausamkeit, über die Aufklärungsfeindlichkeit und über die politische Tyrannei. In Bezug auf die Grausamkeit, die man in der Vorgehensweise hat sehen wollen, die man benutzt haben soll, um den Glauben in Amerika einzuführen oder in Flandern zu verteidigen; in Bezug auf die Aufklärungsfeindlichkeit, mit dem Spanien allen geistigen Fortschritt und jedwede Aktivität der Geistigkeit mutmaßlich verhindert haben soll; und, was die Tyrannei angeht, in den Einschränkungen, mit denen man das freie Leben der in der Neuen Welt geborenen Spanier erstickt haben soll, für die es so scheine, als hätte man sie ohne Ende versklaven wollen.“

Nach Juderías und Carbia haben viele andere den Begriff ebenfalls verwendet und abgegrenzt. 1944 hat ihn der American Council on Education in einem langen Bericht, in dem er seine Sorge wegen des anti-hispanischen Vorurteils des nordamerikanischen Lehrmaterials und Bildungswesens zum Ausdruck brachte, zu bestimmen versucht.

“The 'Black Legend' is a term long used by Spanish writers to denote the ancient body of propaganda against the Iberian peoples which began [sic] in sixteenth century England and has since been a handy weapon for the rivals of Spain and Portugal in the religious, maritime, and colonial wars of those four centuries.”

„Die »Schwarze Legende« ist ein Ausdruck, der von spanischen Schriftstellern seit langem verwendet wird, um die althergebrachte Propaganda gegen die iberischen Völker zu bezeichnen, die im 16. Jahrhundert in England anfing und seitdem als willkommene Waffe von den Gegnern Spaniens und Portugals in den religiösen, See- und Kolonialkriegen der letzten vier Jahrhunderte eingesetzt wird.“

In seinem Buch Tree of Hate (1971) definiert Philip Wayne Powell die Schwarze Legende folgendermaßen:

“The basic premise of the Black Legend is that Spaniards have shown themselves, historically, to be uniquely cruel, bigoted, tyrannical, obscurantists, lazy, fanatical, greedy, and treacherous; that is, that they differ so much from other peoples in these traits that Spaniards and Spanish history must be viewed and understood in terms not ordinarily used in describing and interpreting other people.”

„Die grundlegende Prämisse der Schwarzen Legende ist, dass Spanier, geschichtlich gesehen, sich einzigartig grausam, bigott, tyrannisch, aufklärungsfeindlich, faul, fanatisch, gierig und verräterisch gezeigt hätten; das heißt, dass sie sich so sehr von anderen Völkern in diesen Wesenszügen unterscheiden würden, dass Spanier und spanische Geschichte mit einer Begrifflichkeit betrachtet und verstanden werden müssten, in der andere Menschen üblicherweise nicht beschrieben und erklärt werden.“

Ein jüngerer Autor, Manuel Fernández Álvarez, hat die Schwarze Legende so definiert:

«Cuidadosa distorsión de la historia de un pueblo, realizada por sus enemigos, para mejor combatirle. Y una distorsión lo más monstruosa posible, a fin de lograr el objetivo marcado: la descalificación moral de ese pueblo, cuya supremacía hay que combatir por todos los medios.»

„Sorgfältige Verzerrung der Geschichte eines Volkes, von seinen Feinden erfunden, um es besser zu bekämpfen. Und eine so monströse Verzerrung wie nur möglich, um das verfolgte Ziel zu erreichen: die moralische Disqualifizierung dieses Volkes, dessen Überlegenheit mit allen Mitteln bekämpft werden soll.“

Der Philosoph Julián Marías betrachtet die Schwarze Legende als etwas sehr Ungewöhnliches in der Universalgeschichte:

«La Leyenda Negra consiste en que, partiendo de un punto concreto, que podemos suponer cierto, se extiende la condenación y descalificación de todo el país a lo largo de toda su historia, incluida la futura. En eso consiste la peculiaridad original de la Leyenda Negra. En el caso de España, se inicia a comienzos del siglo XVI, se hace más densa en el siglo XVII, rebrota con nuevo ímpetu en el XVIII —será menester preguntarse por qué— y reverdece con cualquier pretexto, sin prescribir jamás.»

„Die Schwarze Legende, mit einem Ausgangspunkt, den wir als wahr annehmen können, breitet die Verurteilung und die Disqualifizierung des ganzen Landes während seiner kompletten Geschichte, inklusive der zukünftigen, aus. Darin beruht die einzigartige Besonderheit der Schwarzen Legende. Im Fall Spaniens beginnt sie Anfang des 16. Jahrhunderts, sie verdichtet sich im 17. Jahrhundert, keimt wieder mit neuem Elan im 18. auf — es sollte gefragt werden, warum — und keimt unter jeglichem Vorwand neu auf, ohne jemals zu verjähren.“

Es ist aber wichtig, einen Punkt hervorzuheben, in dem die meisten Geschichtswissenschaftler sich einig sind und den der britische Historiker William S. Maltby sehr gut ausgedrückt hat:

“The Black Legend may not constitute a legitimate or justifiable point of view, but it is necessary to recall that it is a legend and not a myth. It sprang, as legends do, from actual events, and these cannot be ignored in the interests of partisanships. Spaniards committed grave wrongs, but so did men of other nations […]”

„Die Schwarze Legende mag kein legitimer oder gerechtfertigter Standpunkt sein, es muss aber daran erinnert werden, dass es sich um eine Legende handelt, keinen Mythos. Sie entsprang, wie alle Legenden, echten Geschehnissen, und diese dürfen nicht aus Parteinahme ignoriert werden. Spanier haben schwere Missetaten begangen, aber genau dies haben auch Männer anderer Nationen getan […]“

Natürlich gibt es auch Historiker, die die Existenz der Leyenda Negra bestreiten. Das Leugnen der Existenz der Schwarzen Legende wurde schon 1971 von Maltby als Teil der Schwarzen Legende selbst anerkannt, was María Elvira Roca Barea in ihrem Buch Imperiofobia y leyenda negra (2016) auch so sieht. In jüngeren Jahren haben zum Beispiel die Geschichtswissenschaftler Alfredo Alvar, Ricardo García Cárcel, Lourdes Mateo Bretos und Carmen Iglesias behauptet, dass es diese Legende objektiv gar nicht gebe, sondern dass es sich lediglich um die Wahrnehmung des eigenen Erscheinungsbildes der Spanier im Ausland handele. Der französische Geschichtswissenschaftler Pierre Chaunu steht für den Ursprung dieser Idee. Dazu Carmen Iglesias:

«La ‹leyenda negra› es por así decir, la imagen exterior de España tal como España la percibe […] La leyenda negra consiste, por tanto, en los rasgos negativos —que son objetivamente los más repetidos— que la conciencia española descubre en la imagen de ella misma.»

„Die »Schwarze Legende« ist sozusagen das Bildnis Spaniens im Ausland, so wie Spanien es wahrnimmt […] Die Schwarze Legende besteht also in den negativen Wesenszügen — objektiv sind dies die am häufigsten wiederholten —, die das spanische Bewusstsein im Bild von Spanien entdeckt.“

García Cárcel leugnet gar in seinem Buch La leyenda negra komplett die Existenz der Legende,

«Ni leyenda, en tanto en cuanto el conjunto de opiniones negativas de España tuvieran no pocos fundamentos históricos, ni negra, dado que el tono nunca fue constante ni uniforme. Abundan los grises, pero la coloración de estas opiniones estuvo siempre determinada por los colores contrapuestos de lo que aquí hemos llamado leyenda rosa.»

„Weder Legende, da die Gesamtheit der negativen Meinungen über Spanien nicht wenige historische Grundlagen hatte, noch schwarz, da der Tenor nie konstant oder gleichmäßig war. Es sind Grautöne im Überfluss vorhanden, aber die Färbung dieser Meinungen war schon immer von den gegensätzlichen Farben her bestimmt, nämlich von dem, was wir hier die rosa Legende genannt haben.“

Für den Geschichtswissenschaftler und Hispanisten Henry Kamen existiert der Begriff der »Schwarzen Legende« im angelsächsischen Kulturraum seit vielen Jahren nicht mehr, obwohl er sich in Spanien tatsächlich wegen interner politischer Fragen hält. Die Stellungnahme Kamens und sein Buch Imperio wurden von dem Schriftsteller Arturo Pérez-Reverte und dem Botschafter und Intellektuellen José Antonio Vaca de Osma heftig kritisiert. Laut Vaca de Osma verdreht Kamen Argumente, wiederholt anti-spanische Klischees und widerspricht sich. Der Geschichtswissenschaftler Joseph Pérez glaubt auch, dass die Schwarze Legende nicht mehr existiere, obwohl man hier und da noch Reste finden könne, da die Vorurteile über Spanien von jenen über andere Länder nicht zu unterscheiden seien.

## Vorläufer

### Ursprung in Italien
Der Hispanist Sverker Arnoldsson von der Universität Göteborg sieht in seinem Buch La leyenda negra. Estudios sobre sus orígenes (»Die Schwarze Legende. Untersuchung ihres Ursprungs«) den Ursprung der Schwarzen Legende im mittelalterlichen Italien – im Unterschied zu anderen Geschichtswissenschaftlern vor ihm, die ihn im 16. Jahrhundert verorten. Arnoldsson gründet seine These auf Studien von Benedetto Croce und Arturo Farinelli und sagt, dass Italien im 14., 15. und 16. Jahrhundert Spanien gegenüber mehrheitlich feindlich eingestellt gewesen sei. Dabei teilt er die Schwarze Legende in Italien in zwei Stufen: die ältere, zu Anfang des 14. Jahrhunderts, antikatalanisch oder antiaragonesisch, und eine neuere, antispanische, die sich ab 1500 entwickelt habe und sich seiner Meinung nach durchgesetzt habe.
Die Auffassung Arnoldssons wird von anderen Geschichtswissenschaftlern bis heute teils unterstützt und teils in Frage gestellt. Die Kritik gründet auf die folgenden Punkte:
1. Dass die ersten Schriften gegen die Spanier in Italien verfasst worden seien, sei kein ausreichender Grund, um dort den Ursprung zu erkennen: es sei eine normale Reaktion einer Gesellschaft gegen eine fremde Macht, die sie erobert habe.
2. Die Schwarze Legende habe eine gewisse Tradition inne, die im Fall Italiens nicht vorhanden gewesen sei, da die Reaktion sich gegen die neue Präsenz spanischer Truppen gerichtet habe.
3. Seit dem 15. und 16. Jahrhundert habe es auch viele in Italien gegeben, die Spanien, und hauptsächlich seinen König, Ferdinand den Katholischen, bewundert haben sollen.

Der US-amerikanische Geschichtswissenschaftler Maltby behauptet des Weiteren, dass das Bindeglied von der italienischen Kritik hin zum Kanon der Schwarzen Legende in den Niederlanden und England fehle. Zwar akzeptiert die spanische Geschichtswissenschaftlerin Roca Barea diesen italienischen Ursprung, doch jene Kritik sei ihrer Auffassung nach Bestandteil der allgemeinen Geringschätzung der Italiener der Renaissance gegenüber allem Fremden, nicht nur gegenüber Spaniern, sondern auch gegenüber Deutschen und anderen gewesen.

#### Die Ablehnung der »Katalanen«
In ihrer ersten Form, antikatalanisch oder antiaragonesisch, beginnt die Schwarze Legende mit der Vorherrschaft der Krone Aragoniens in bestimmten Gegenden Italiens im 13. Jahrhundert. Die Anwesenheit von aragonesischen Prinzen, Höflingen, Soldaten und Söldnern (sogar Piraten) in Italien führt zu einer ablehnenden Haltung der Gesellschaft vor Ort gegenüber allem Fremden, hauptsächlich auf Seiten der heimischen Elite, die sich selbst als Erben des Alten Roms ansieht. Die spanischen Hidalgos fangen an, als »grob, ignorant, ohne intellektuelle Neugier« und bis ins Lächerliche zeremoniös bekannt zu werden.
Die Verbreitung der Aragoneser im Süden Italiens geschieht ab dem Jahr 1300 gleichzeitig mit dem Aufschwung des Handels in Barcelona und Valencia im Wettbewerb mit den norditalienischen Städten, hauptsächlich in den Märkten des westlichen Mittelmeers. Die Reaktion ist erneut die Verbreitung der negativen Stereotypen von Habsucht und Hinterlist der katalanischen Händler.
Ein dritter Punkt, wie die Krone Aragoniens und damit die gesamte Iberische Halbinsel von den Italienern wahrgenommen werden, sind die Sittenlosigkeit und schamlose Sinnlichkeit, die sie am päpstlichen Hof von Kalixt III. und dessen Neffen, Alexander VI. – die berüchtigten Borgia-Päpste, beide ursprünglich aus Valencia, mit dessen Namen sich zahllose Legenden und Anekdoten verbanden – als erwiesen ansehen. Auch der aragonesische Hof in Neapel wird in demselben Lichte gesehen wie gleichzeitig die Kurtisanen aus Valencia, die in ganz Italien berühmt sind.
Letztendlich wird auch den nichtchristlichen Elementen, hauptsächlich dem jüdischen und dem arabischen Einfluss, mit Misstrauen begegnet. »Jahrhundertelange Mischung der Spanier mit Orientalen und Afrikanern plus jüdischen und islamischen Einfluss auf die spanische Kultur bewirkte die weitverbreitete Ansicht, die Spanier seien eine minderwertige Rasse von zweifelhaftem Glauben.« Die Juden, im Jahr 1492 aus Spanien vertrieben, kommen in großer Zahl in Italien an, womit »Marrane« und »Spanier« oft als austauschbar angesehen werden; es geht so weit, dass Papst Julius II. seinen Vorgänger Alexander VI. als »beschnittenen Marranen« beschimpft. Die Anfeindung der Spanier durch die Italiener spitzt sich im Jahr 1503 zu, nach dem Tod Alexanders VI., als eine gewalttätige Verfolgung der verhassten »katalanischen« Vettern mit mehreren Toten endet.

#### Die Ablehnung der »Kastilier«

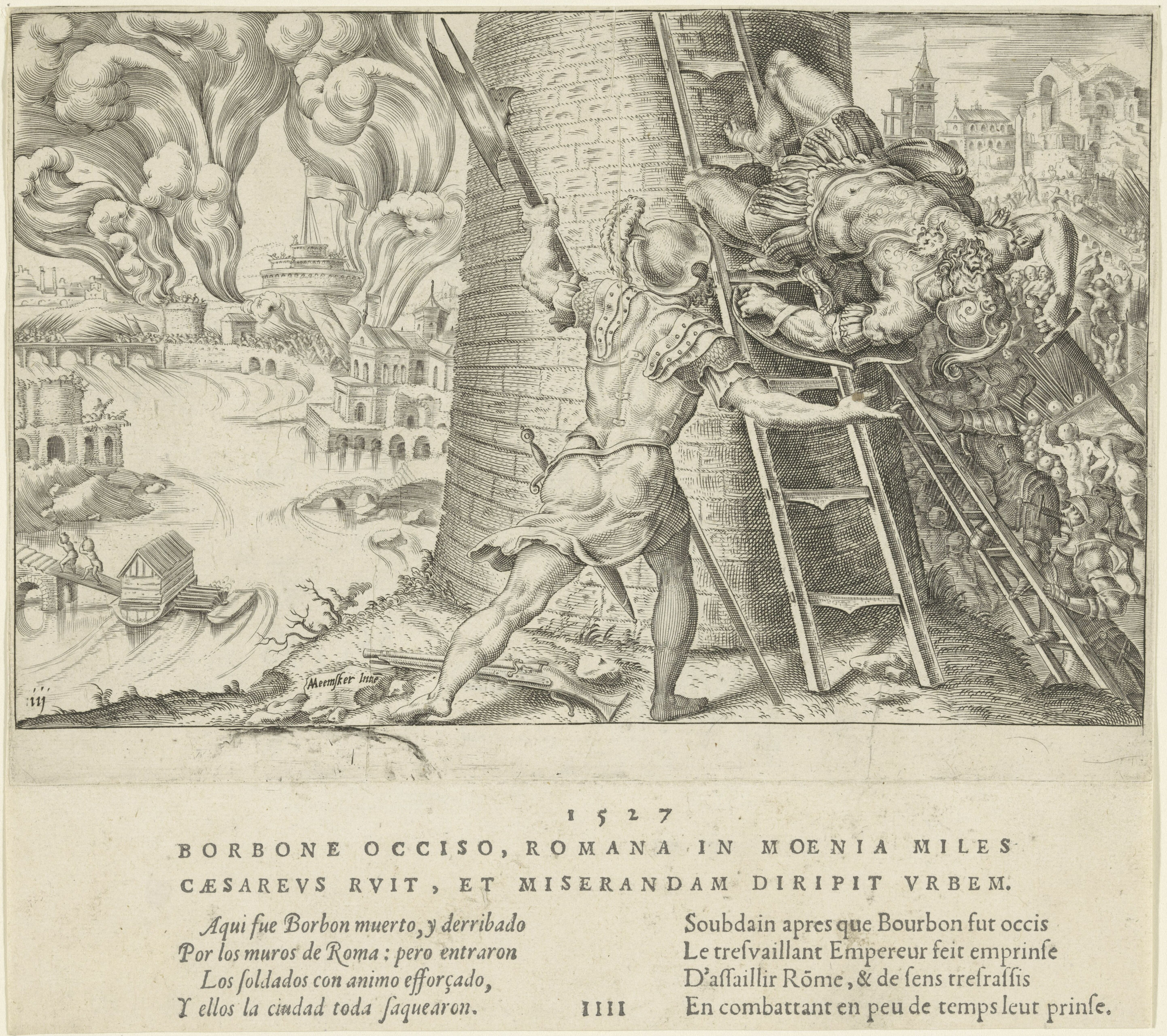
Der Sacco di Roma vom 6. Mai 1527, in einer Radierung von Martin van Heemskerck (1527).

Bis ungefähr zum Jahr 1500 stellten die »Katalanen« in den Augen der Italiener sowohl Katalanen, wie Valencianer, Aragoneser, Kastilier oder Portugiesen, also die »Spanier« dar. Dies änderte sich ab 1500 mit der Entwicklung der politischen, militärischen und wirtschaftlichen Überlegenheit Kastiliens auf der Iberischen Halbinsel. Im 16. Jahrhundert wuchsen die militärischen Eingriffe spanischer Truppen in Italien zu etwas Regelmäßigem heran, mit Tod und Zerstörung im Gefolge wie alle militärische Auseinandersetzung, aber auch mit vielen kleineren Streitfällen, verursacht von einquartierten Soldaten und Söldnern, die ihren Sold nicht immer rechtzeitig bekamen. Wichtig im Urteil der Italiener über die Spanier war der Sacco di Prato (1512), mit, je nach Quelle, geschätzten 500 bis 5600 Toten, und hauptsächlich der Sacco di Roma (1527), obwohl dieser hauptsächlich von italienischen und deutschen Truppen begangen wurde. Das Bild des grausamen, verschlagenen und raubgierigen Spaniers verbreitete sich. 1559 sagte Marcantonio Amulio:

“[...] è dubbio se questa brava gente abbia dato piu utile o più danno ai suoi signori da parecchi anni in quà: perchè, si come sono stati causa di donarli delle vittorie, così hanno fatto perder loro di molti cuori e volontà de' popoli col maltrattarli, e il cuore de'sudditi è la maggior fortalezza che habbia il principe.”

„[...] es ist fraglich, ob diese tapferen Leute ihren Herren seit Jahren nützlicher oder schädlicher gewesen sind, weil sie, so wie sie der Grund deren vielen Siege waren, auch die Ursache für den Verlust von Herz und Willen des Volkes, weil sie es schlecht behandelten, denn das Herz seiner Untertanen ist die größte Stärke eines Prinzen.“

Auch die spanische Verwaltung in Neapel und anderen abhängigen Gebieten war ein Grund für die Anfeindung aus dem Volk. Obwohl, zum Beispiel, die Steuern nicht überhöht waren, führten sie zu vielen Klagen. Die Inquisition war auch ein Grund vieler Proteste gegen die spanische Herrschaft; es ging so weit, dass diese Missstimmung gegen die Familiare eine der Ursachen für die Aufstände von 1511 und 1516 in Sizilien war. In Neapel verursachte ein einfaches Gerücht über die Einführung der spanischen Inquisition einen gewalttätigen Aufstand im Jahr 1547. Ein großer Teil dieser Angst, die in Neapel zum Überfall der spanischen Kaserne führte, bei dem mehrere Soldaten erwürgt wurden, quoll aus nationalistischen Gefühlen, da sie – mit Recht – die Inquisition als ein politisches Werkzeug des Königs ansahen. Letztendlich führte auch die spanische Justiz zu Missmut, da sie «viel zu» unparteiisch war und damit die Feindschaft der Aristokratie und der oberen Schichten gewann.
Der spanische kulturelle Einfluss in Italien im 15. und 16. Jahrhundert war enorm. Es ging so weit, dass Spanisch lernen Mode war und die höfischen Romane Tirant lo Blanc und Amadis de Gaula die meistgelesenen Bücher sowohl in Spanien wie in Italien waren. Italiener fühlten, als Nachfolger des Römischen Reiches, ihre Kultur der spanischen überlegen, und gleichzeitig reduzierten sie letztere auf den höfischen Roman, ein Genre, das von den italienischen Intellektuellen aller Richtungen angegriffen und verspottet wurde. Dies wurde wegen der Überlegenheit der spanischen Waffen den Italienern noch schmerzhafter bewusst. Diese Kritik griff auch auf die spanische Musik über. In den Augen der Musikwissenschaftlerin Judith Etzion beginnt die Geringschätzung der spanischen Musik in der westlichen Musikwissenschaft mit dem Buch El melopeo von Pedro Cerone, 1613 in Neapel auf Spanisch herausgebracht.

### Der deutsche Ursprung

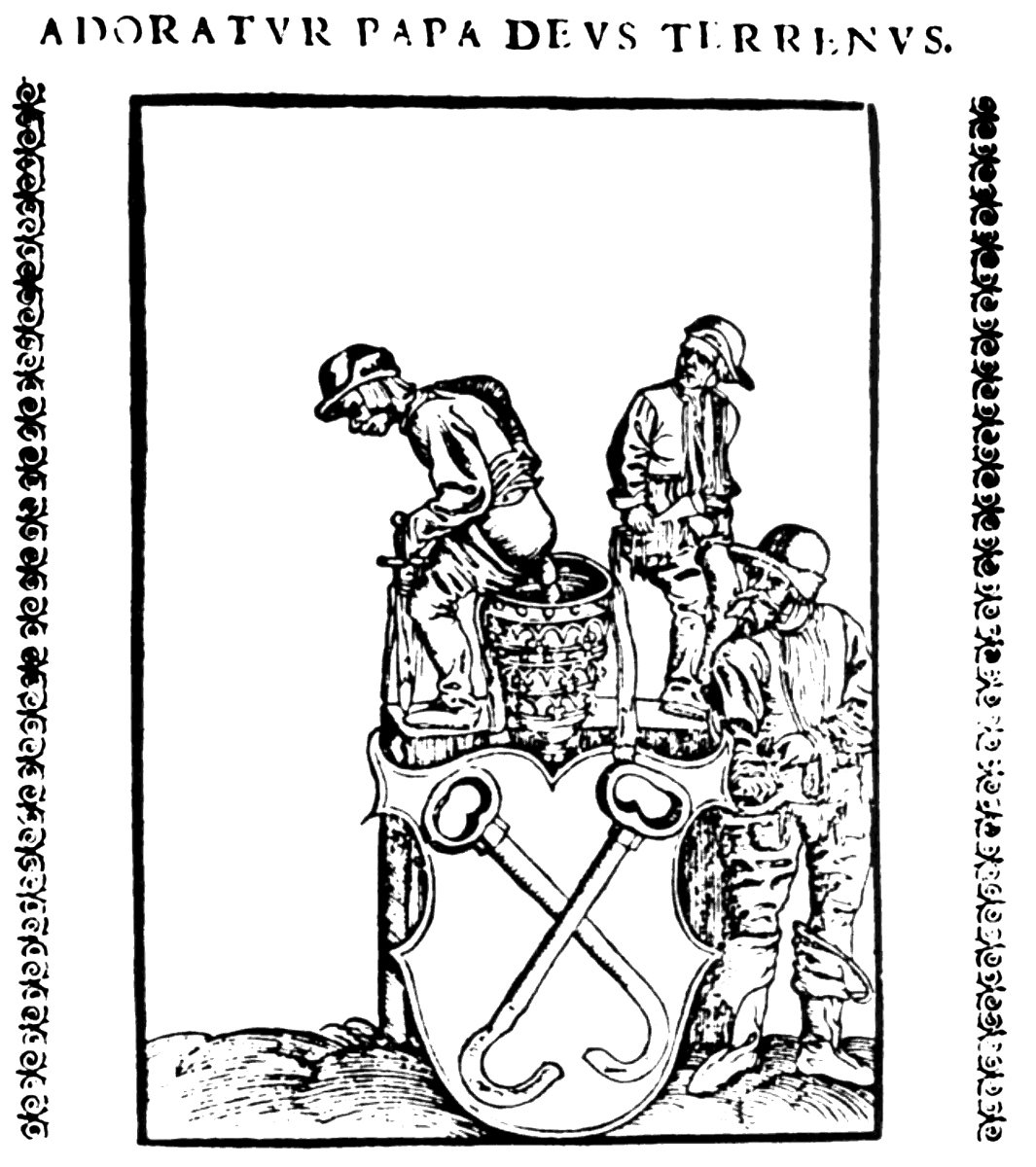
Der Papst wird verehrt wie ein irdischer Gott von Lucas Cranach dem Älteren in Luthers Publikation Wider das Papsttum (1545). Die päpstliche Tiara ist ein Symbol der Autorität des Papstes.

Arnoldsson sah neben dem italienischen einen zweiten Ursprung der schwarzen Legende in Deutschland. Der deutsche Humanismus des 16. Jahrhunderts war von einem ausgeprägten Nationalbewusstsein geprägt und grenzte sich bewusst vom italienischen Humanismus ab, der die Antike als Vorbild für die Gegenwart erhob. Die deutschen Humanisten dagegen idealisierten ihre germanischen Vorfahren als erfolgreiche Widersacher Roms. Insbesondere zwei einflussreiche Autoren, Ulrich von Hutten und Martin Luther, prägten diese antirömische Haltung. Beide verwendeten den Ausdruck »Welsche«  als Synonym für das Fremde und schlossen damit nicht nur Italien, sondern auch Spanien, Frankreich und Portugal ein. Entsprechend fungierte das Adjektiv »welsch« als abwertende Bezeichnung für die vermeintlich »falsche«, »unmoralische« und »fremde« Kultur dieser Länder.
Luther hegte eine ausgeprägte Abneigung gegen Spanien, obwohl das Land zu seiner Zeit noch längst nicht jene militärische und kulturelle Großmacht war, zu der es später aufsteigen sollte. Sein Urteil fiel gleichwohl scharf aus und entfaltete eine nachhaltige Wirkung: wiederholt beschimpfte er die Spanier als »Räuber«, »unecht«, »stolz« und »wollüstig«. Arnoldsson führt diese Polemik im Wesentlichen auf drei Motive zurück:
- Gleichsetzung von Spanien mit Italien und dem Papismus: für Luther verkörperte Spanien – ebenso wie Italien – die römisch-katholische Welt. In diesem Zusammenhang zeichnete er das Bild der Spanier als grausam, habgierig, unmoralisch und verlogen.
- Antijüdische Projektion: aus seiner antisemitischen Grundhaltung heraus stufte Luther die Spanier als Nachkommen der Juden ein. Er nannte sie Marranen und schrieb: »sunt plerunque Marani, Mamalucken«.
- Furcht vor einem Bündnis Spaniens mit dem Osmanischen Reich: Luther befürchtete einen gemeinsamen spanisch-türkischen Angriff auf Deutschland, da er beide Völker als natürliche Verbündete ansah.

“Ideo prophetatum est Hispanos velle subigere Germaniam aut per se aut per alios, scilicet Turcam [...] Et ita Germania vexabitur et viribus ac bonis suis exhausta Hispanico regno subiugabitur. Eo tendit Sathan, quod Germaniam liberam perturbare tentat.”

„So ist es prophezeit dass Spanier Deutschland unterdrücken wollen, selbst oder über andere, wie zum Beispiel die Türken [...]. Und so wird Deutschland gedemütigt und ihren Männern und Eigentum beraubt, den Spaniern unterworfen. Dies versucht Satan, da er ein freies Deutschland vermeiden versucht.“

Die Tischreden Luthers erschienen erstmals 1566 und enthalten zahlreiche Bemerkungen des Reformators zu unterschiedlichsten Themen, darunter auch seine Urteile über die Spanier.
Eine ausgeprägte antispanische Stimmung im deutschen Volk entwickelte sich jedoch erst während des Schmalkaldischen Kriegs (1546–1547). Die Propaganda des Schmalkaldischen Bundes war stark nationalistisch geprägt: Karl V. wurde als Feind des deutschen Volkes dargestellt und in einem Atemzug mit Papst, Rom, dem Katholizismus und eben Spanien genannt – obwohl in seinem Heer auch Deutsche und Protestanten dienten. Die Parole lautete, man wolle sich nicht »von Spaniern regieren lassen«. Im Verlauf des Konflikts stilisierte die schmalkaldische Propaganda den spanischen König erstmals zum Oberhaupt und Verteidiger des Katholizismus. Ausschlaggebend für die Verfestigung der antispanischen Haltung waren jedoch vor allem die Verwüstungen, die Karls Truppen in deutschen Territorien anrichteten. Zwar bestand dieses Heer aus Deutschen, Italienern und Spaniern, doch in den Flugschriften und Pamphleten rückte man vor allem die Spanier in den Vordergrund – sie wurden zur sichtbarsten Projektionsfläche des Zorns.
Im späten 16. Jahrhundert gewann die Schwarze Legende unter dem Einfluss französischer und niederländischer Pamphlete eine ausgeprägt rassistische Dimension. Deutsche Intellektuelle verspotteten den hohen Anteil getaufter Juden (conversos) und Mauren in den spanischen Truppen und zogen deren dunkle Hautfarbe sowie – angeblich – geringe Körpergröße ins Lächerliche.

„[...] Spaniern [...], die essen gern weiss Brot vnd küssen gern weisse Meidlein, vnd sind sie stiffelbraun vnd Pechschwartz wie König Balthasar mit seinem Affen.“

### Der jüdische Ursprung
Der Historiker Philip Wayne Powell führt einen dritten Ursprung der schwarzen Legende auf die aus Spanien vertriebenen Juden zurück. Nach Powell lassen sich erste antispanische Stimmen bereits um 1480 nachweisen, unmittelbar nach der Einrichtung der spanischen Inquisition, die sich vor allem gegen Kryptojuden und Conversos richtete. Eine breitere Wirkung entfalteten diese Kritiken jedoch erst nach der Vertreibung der Juden 1492. Zwar waren Juden im Mittelalter in fast allen europäischen Ländern zumindest zeitweise ausgewiesen worden, doch nirgendwo hatten sie so tiefe Wurzeln geschlagen wie in Spanien, wo sie zuvor ein goldenes Zeitalter erlebt hatten. Diese besonders enge Verwurzelung machte die Ausweisung nicht nur schmerzlicher, sondern verlieh den jüdischen Klagen über Spanien auch eine nachhaltige Resonanz.
Studien von Yosef Kaplan, Yosef Hayim Yerushalmi, Henry Méchoulan und Jaime Contreras zeigen, dass zahlreiche vertriebene jüdische Intellektuelle aktiv zur Verbreitung eines negativen Spanienbildes beitrugen. Die bedeutendste sephardische Gemeinde entstand in Amsterdam und verfügte über zwei Synagogen. Ihre Aktivitäten, so urteilten spanische Gesandte, zeigten »wenig Zuneigung zum Dienst Seiner Majestät« und riefen heftigen Protest des spanischen Botschafters beim Erzherzog in Brüssel hervor. Besonders verhasst war natürlich die Inquisition. Sie wurde als die »vierte Bestie, von der der Prophet Daniel spricht«, als »unnatürliche Rechtfertigung« und »Häufung der Bosheit, die die Gesellschaft korrumpiert« gebrandmarkt. Diese Kritik verbreitete sich rasch nach Flandern und Venedig, wo ebenfalls große sephardische Gemeinden lebten. Auch Hinrichtungen der Inquisition—etwa das Auto-da-fé von Córdoba 1655—wurden öffentlichkeitswirksam dokumentiert und veröffentlicht.
Die sephardischen Juden erwiesen ihrer neuen Heimat, den Niederlanden, große Dankbarkeit – besonders während des Achtzigjährigen Krieges (1568–1648). Spanien galt ihnen als »Land der Götzenverehrung« und der Knechtschaft, vergleichbar dem biblischen Ägypten, dessen Herrscher die Fluchgerichte JHWHs treffen sollten. Die Niederlande dagegen erschienen als »Land der Freiheit«, über das der Gott Israels allen Segen regnen lasse, wie Daniel Levi de Barrios und Menasse ben Israel (vormals Manoel Soeiro) schrieben. Dank ihres Einflusses in der rasch wachsenden niederländischen Druckereibranche unterstützten sephardische Intellektuelle nicht nur die Sache der Rebellen, sondern verbreiteten zugleich wirkungsvoll ihre Kritik an Spanien.

### Der spanische Ursprung: Selbstkritik
Mehrere Historiker – von Julián Juderías und Rafael Carbia über William S. Maltby bis zu Ricardo García Cárcel und José Luis Español Bouché – betonen, dass die ausgeprägte spanische Selbstkritik, die bereits im 16. Jahrhundert einsetzte und sich bis in die Neuzeit fortsetzte, eine entscheidende Wurzel der schwarzen Legende bildet.

#### Kurzgefaßte Bericht von der Verwüstung der westindischen Länder
Die Entdeckung Amerikas 1492 löste in der Krone von Kastilien eine intensive Debatte über den Umgang mit den indigenen Bevölkerungen aus. Königin Isabella I. untersagte zwar deren Versklavung und erklärte sie zu Untertanen der Krone, doch bildeten sich rasch arbeitsrechtliche Strukturen heraus, die an mittelalterliche Verhältnisse erinnerten. Die Encomienda – verwandt mit Abgabepflichten der Moriscos nach der Reconquista – sowie die aus dem Inkareich übernommene Mita verpflichteten Indigene zu harter Fronarbeit. Gegen diese oft brutale Praxis erhoben sich vor allem kirchliche Stimmen: Antonio de Montesinos, Vicente de Valverde, Tomás Ortiz, Martín de Calatayud, Bartolomé de la Peña, Juan Fernández Angulo, Domingo de Santo Tomás, Cristóbal de Molina und Luis de Morales prangerten die Missstände öffentlich an. Unter ihrem Druck erließ Karl V. 1542 die Leyes Nuevas, die neue Encomiendas verboten und anordneten, dass bestehende nach dem Tod des Encomenderos an die Krone zurückfallen sollten. Die Reformen brachten Verbesserungen, beendeten die Kontroverse jedoch nicht.
Vor diesem Hintergrund ist Bartolomé de Las Casas’ Schrift „Kurzgefaßter Bericht von der Verwüstung der Westindischen Länder“ zu lesen. Das Werk bietet eine eindringliche Schilderung der von Spaniern in Amerika verübten Grausamkeiten; seine historische Genauigkeit ist jedoch immer wieder in Zweifel gezogen worden.

„Unter diese sanften Schafe, die ihr Schöpfer und Urheber mit oberwähnten Eigenschaften begabte, fuhren die Spanier, sobald sie nur ihr Daseyn erfuhren, wie Wölfe, Tiger und Löwen, die mehrere Tage der Hunger quälte. Seit vierzig Jahren haben sie unter ihnen nichts anders gethan, und noch bis auf den heutigen Tag thun sie nichts anders, als daß sie dieselben zerfleischen, erwürgen, peinigen, martern, foltern, und sie durch tausenderley eben so neue als seltsame Quaalen, wovon man vorher nie etwas ähnliches sah, hörte oder las, und wovon ich weiter unten einige Beyspiele anführen werde, auf die grausamste Art aus der Welt vertilgen. Hierdurch brachten sie es dahin, daß gegenwärtig von mehr als drei Millionen Menschen, die ich ehedem auf der Insel Hispaniola mit eigenen Augen sah, nur noch zweihundert Eingebohrne vorhanden sind.“

„Wenn dieser Barbar darauf ausging, einen Ort oder eine Provinz zu überfallen, so pflegte er gewöhnlich von solchen Indianern, die schon unter seiner Bothmäßigkeit standen, so viele mitzunehmen, als er nur konnte, damit sie die andern bekriegen mußten. Da er nun oft zehn bis zwanzig tausend Mann bey sich hatte, denen er nichts zu essen gab; so erlaubte er ihnen, daß sie die Indianer, welche sie zu Gefangenen machten, verzehren durften. In seinem Lager hielt er sogar eine öffentliche Schlachtbank, wo Menschenfleisch feil war, und wo in seiner Gegenwart kleine Kinder geschlachtet und gebraten wurden. Erwachsene Leute wurden oft nur der Hände und Füße wegen, welche für Leckerbissen gehalten wurden, ermordet.“

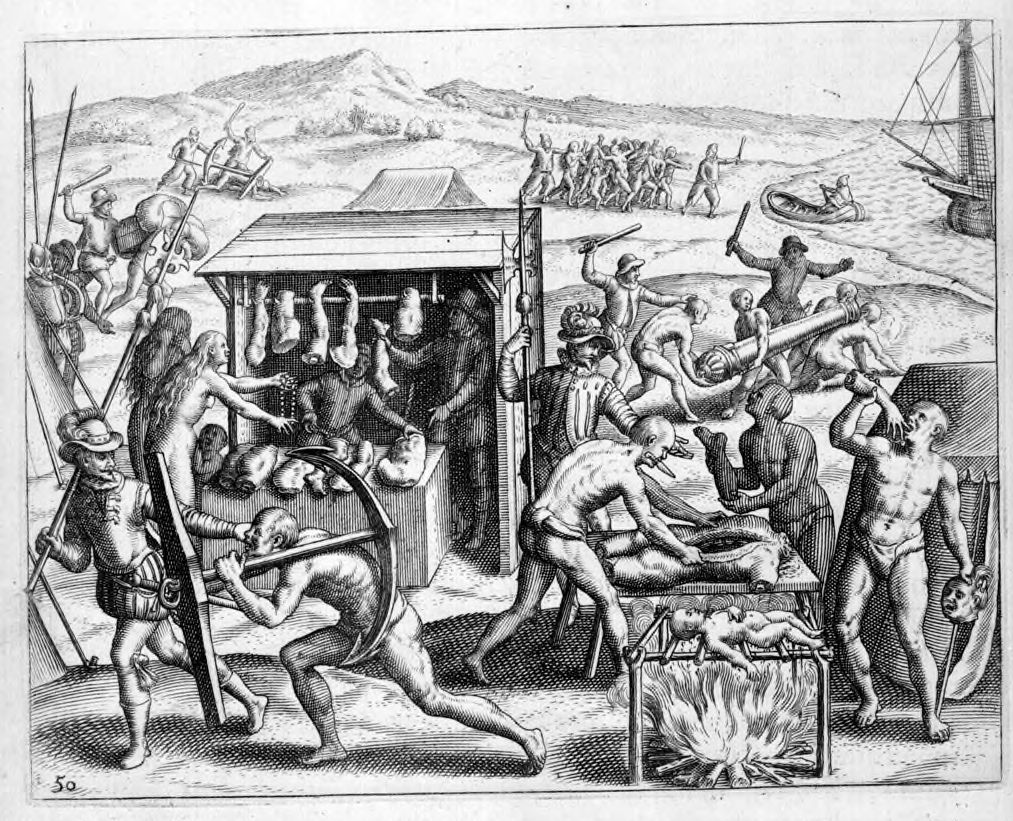
Kupferstich von Theodor de Bry, der S. 45 der Brevísima illustriert und sich auf den folgenden Text bezieht: Wenn dieser Barbar darauf ausging, einen Ort oder eine Provinz zu überfallen, so pflegte er gewöhnlich von solchen Indianern, die schon unter seiner Bothmäßigkeit standen, so viele mitzunehmen, als er nur konnte, damit sie die andern bekriegen mußten. Da er nun oft zehn bis zwanzig tausend Mann bey sich hatte, denen er nichts zu essen gab; so erlaubte er ihnen, daß sie die Indianer, welche sie zu Gefangenen machten, verzehren durften. In seinem Lager hielt er sogar eine öffentliche Schlachtbank, wo Menschenfleisch feil war, und wo in seiner Gegenwart kleine Kinder geschlachtet und gebraten wurden. Erwachsene Leute wurden oft nur der Hände und Füße wegen, welche für Leckerbissen gehalten wurden, ermordet.

Las Casas ließ sein Werk 1552 in Sevilla drucken. Die erste Übersetzung erschien 1578 auf Niederländisch, mitten im Unabhängigkeitskrieg, und erlebte bis 1617 sechzehn Auflagen. 1617 folgte die erste französische Ausgabe, die ausdrücklich der Sache der niederländischen Rebellen dienen sollte; bis 1800 lagen bereits acht französische Auflagen vor. Die englische Fassung kam 1583 heraus, die deutsche 1597. Besonders wirkmächtig war die lateinische Ausgabe von 1598: Sie wurde reich mit Kupferstichen des Frankfurter Verlegers Theodor de Bry ausgestattet, deren drastische Szenen in viele spätere Editionen einflossen und die Wahrnehmung der Schwarzen Legende entscheidend prägten. Eine italienische Übersetzung folgte 1626. Übersetzer und Herausgeber machten aus Las Casas’ ursprünglich humanitärer Verteidigung der Indigenen eine scharfe Anklage gegen Spanien – als habe der Autor sein Vaterland und die Moral seiner Landsleute verdammt. Das jedoch lag keineswegs in seiner Absicht.
Die Bedeutung Bartolomé de Las Casas’ für die Entstehung der Schwarzen Legende ist bis heute umstritten. Das sogenannte »antilascasistische Lager« sieht Las Casas als eigentlichen Urheber der Legende. Diese Deutung nahm bereits zu Beginn des 18. Jahrhunderts mit Antonio de León Pinelo und Juan de Solórzano Pereira Gestalt an, setzte sich im 19. Jahrhundert bei Antonio de Solís und Marcelino Menéndez Pelayo fort und fand im 20. Jahrhundert prominente Fürsprecher wie Ramón Menéndez Pidal, Julián Juderías und Rómulo Carbia. Sie halten Las Casas’ Schriften für überzogen und zum großen Teil unwahr; folglich, so ihr Argument, basiere die Kritik an der Conquista weitgehend auf Verzerrungen, während die tatsächlichen Exzesse erheblich aufgebauscht würden. Demgegenüber entlasten die »anti-lascasistischen« Historiker—etwa Lewis Hanke, Manuel Giménez Fernández, Venancio D. Carro und Juan Pérez de Tudela—den Dominikaner vollständig. Für sie handelt es sich bei seinen Schriften um einen humanitären Protest, der erst von späteren Autoren verdreht und als Waffe gegen Spanien instrumentalisiert wurde. Eine vermittelnde Position vertritt Ricardo García Cárcel: Er bestreitet einen direkten Zusammenhang zwischen der »europäischen Schwarzen Legende« und der Kritik an der Conquista und lehnt es ab, Letztere überhaupt unter den Begriff »Schwarze Legende« zu fassen.
Die »Antilascasisten« schreiben Las Casas außerdem die Urheberschaft der sogenannten »Goldenen Legende der Indigenen« zu, die das präkolumbische Amerika als idyllisches Arkadien verklärt, in dem weder Gewalt noch Bosheit existiert hätten.

„Alle diese unzähligen Menschen von verschiedenem Schlage, schuf Gott einfältiglich, ohne Falsch und Arg. Sie waren sehr folgsam, äußerst treu, sowohl ihren ursprünglichen Herren, als den Christen welchen sie dienten; waren demüthig, geduldig, friedliebend und ruhig; kannten weder Streit, noch Zwietracht, noch Zank; wußten nicht einmal, daß Groll oder Haß oder Zwietracht oder Rachsucht in der Welt vorhanden sey. Es sind Leute von schwächlicher zarter Leibesbeschaffenheit, sie können nicht viel Beschwerden ertragen, und sterben leicht an der geringsten Unpäßlichkeit. Fürstensöhne und Leute von Stande, die bey uns in Ueppigkeit und Wohlleben erzogen wurden, sind vielleicht nicht so schwächlich, wie diejenigen, die bei ihnen unter die Klasse der Tagelöhner gerechnet werden.“

Diese Autoren verknüpfen die »Goldene Legende der Indigenen« mit dem Entstehen des Indigenismo, der vom Ideal des »edlen Wilden« geprägt ist. Ricardo García Cárcel weist diese Gleichsetzung zurück: Unter den Kritikern der spanischen Conquista fanden sich durchaus Stimmen, die die Indigenen als minderwertig einstuften. Kritik an der Eroberung und die Verteidigung der Indigenen gingen also keineswegs immer Hand in Hand.
Las Casas’ Schrift war keineswegs die einzige Quelle, die im Ausland als Beleg für spanische Grausamkeiten in Amerika diente. Auch die Berichte von Girolamo Benzoni, Francisco López de Gómara und Gonzalo Fernández de Oviedo y Valdés wurden von ausländischen Historikern, Philosophen, Polemikern und Propagandisten aufgegriffen. Besonders Benzonis Novae novi orbis historiae libri tres – sie erschien in über dreißig Auflagen – stellt die Conquista als einen Feldzug der Plünderung und Vernichtung dar: Die Conquistadoren erscheinen dort als grausam und blutrünstig, gierig und einzig am Reichtum interessiert, feige, schmutzig, verräterisch und letztlich verantwortlich für das Verschwinden der indigenen Bevölkerung. Die Mönche, so Benzoni, »tun bei Tage Dinge, für die sich andere in der Nacht schämen würden«. Wie schon bei Las Casas gehen auch hier die Meinungen auseinander: Für die einen ist Benzoni kaum mehr als ein Pamphletist, für die anderen ein ernstzunehmender Zeitzeuge.
Diese Schriften dienten später in zahlreichen Publikationen als Beweisstücke und wurden von konkurrierenden Mächten als moralisches Argument genutzt, um das iberische Monopol in Amerika in Abrede zu stellen. Ein bemerkenswertes Phänomen der Schwarzen Legende besteht darin, dass aus einem konkreten Ereignis – den ersten fünfzig Jahren der Eroberung – eine pauschale Verdammung von drei Jahrhunderten spanischer Vorherrschaft vorgenommen wurde, die sämtliche Facetten des Imperiums verunglimpfte, ohne auch nur eine mögliche positive Errungenschaft anzuerkennen.

#### Kritik der Inquisition

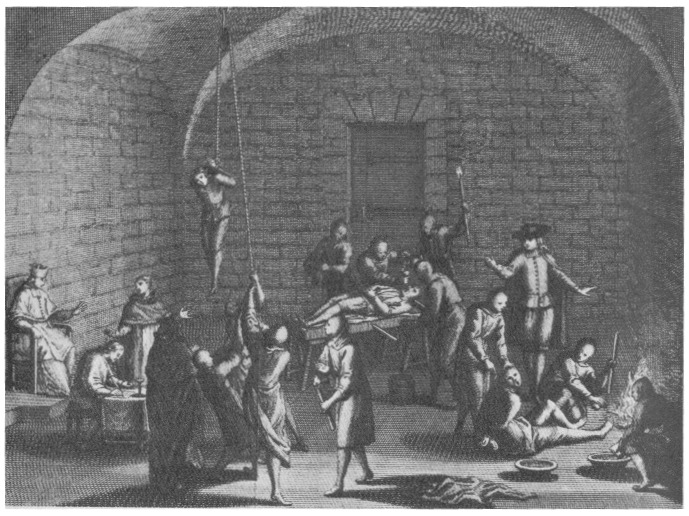
Abbildung 10 von Bernard Picard, in Louis-Ellies Dupins Mémoires Historiques (1716). Dies ist eine der charakteristischsten Darstellungen der Inquisition, wie sie seit dem 18. Jahrhundert verbreitet wird.

Francisco de Encinas gehörte gemeinsam mit seinen Brüdern Jaime und Juan zu den ersten, die die Verfolgung der Protestanten durch die spanische Inquisition öffentlich kritisierten. 1545 veröffentlichte er in Spanien seine Schrift De statu Belgico deque religione Hispanica historia Francisci Enzinas Burgensis, die 1558 auch in französischer Übersetzung erschien. Darin beschreibt er die Inquisitoren als unmenschliche, im Luxus lebende »Monster« und »Satansschergen«, die Spanien unter dem Mantel der Geheimhaltung ausplünderten. Encinas wird zudem ein zweites Werk zugeschrieben, das unter dem Pseudonym Dryander erschien: Les principaux instruments du Seigneur pour maintenir le vrai christianisme renaissant de notre temps en Espagne. Die zwischen 1560 und 1565 in Basel oder Genf gedruckte Schrift liefert noch detailliertere Berichte über einzelne Fälle der protestantischen Verfolgung durch die Inquisition.
Großen Einfluss gewann das Werk Sanctae Inquisitionis Hispanicae Artes (Einige Künste der Heiligen Inquisition), das 1567 in Heidelberg unter dem Pseudonym Reginaldus Gonsalvius Montanus erschien. Ob sich hinter diesem Namen der im niederländischen Exil lebende Theologe Antonio del Corro, sein Landsmann Casiodoro de Reina oder beide verbargen, ist bis heute ungeklärt. Die Schrift überzeugte Zeitgenossen durch die unmittelbare Sachkenntnis ihres Autors, der den Ablauf inquisitorischer Verfahren aus eigener Anschauung schilderte. Das Buch wurde ein europaweiter Erfolg und blieb bis ins 19. Jahrhundert ein häufig zitierter Kronzeuge gegen die Inquisition. Allein zwischen 1568 und 1570 erschienen zwei englische, eine französische, drei niederländische, vier deutsche und eine ungarische Ausgabe. Die Darstellung folgt der Perspektive eines Angeklagten, der den gesamten Prozess—vor allem die Verhöre—durchläuft, sodass die Leserschaft sich unmittelbar mit dem Opfer identifizieren kann. Zwar beschreibt Gonsalvius die Prozeduren überwiegend korrekt, doch präsentiert er extreme Einzelfälle als Norm: Jeder Beschuldigte ist unschuldig, jeder Inquisitor listig und eitel, jeder Schritt des Verfahrens eine Verletzung des Naturrechts. Anders als die Schwarze Legende, die er letztlich nährt, beabsichtigte Gonsalvius jedoch keine generelle Verdammung der Institution. Eingangs lobt er sogar das Anliegen der Inquisition, Scheinbekehrte aufzuspüren. Seiner Überzeugung nach war die Behörde erst unter der Leitung der Dominikaner zu einem »Monstrum« entartet—eine Entwicklung, von der König Phillip II. angeblich nichts wusste und die dem Willen des spanischen Volkes zuwiderlief.

#### Antonio Pérez
Antonio Pérez, ehemaliger Staatssekretär unter Philipp II. von Spanien, geriet in Ungnade, nachdem er durch politische Intrigen ein Zerwürfnis zwischen dem König und dessen Halbbruder herbeigeführt sowie vertrauliche Staatsangelegenheiten verraten hatte. 1590 floh er nach Aragonien, wo er eine führende Rolle bei den Alteraciones de Aragón [Unruhen von Aragón] einnahm. Diese endeten mit dem gewaltsamen Eingreifen des Königs gegen die aragonesische Gerichtsbarkeit. Aus dem Exil außerhalb der Iberischen Halbinsel verfasste Pérez mehrere Schriften, in denen er den Monarchen kritisierte. Das bedeutendste Werk ist Relaciones [Erzählungen], das 1591 in Béarn erstmals in spanischer Sprache unter dem Pseudonym »Rafael Peregrino« erschien. Eine erweiterte Fassung wurde 1594 in London unter dem Titel Pedaços de historia [Geschichtsstücke] veröffentlicht.
Der Traicté paraenetique (1597), ein auf Französisch verfasstes Werk, wird dem im Exil lebenden portugiesischen Anhänger António von Crato, José Teixeira, sowie Antonio Pérez zugeschrieben. Die Erstausgabe erschien 1597 in Auch; eine zweite Auflage folgte 1598 in La Rochelle und Agen, eine dritte 1641. Bereits 1598 wurde der Text erstmals ins Flämische und ins Englische übertragen, Letzteres in London unter dem Titel Treatise paraenetical. Eine weitere englische Ausgabe erschien 1625 unter dem Titel The Spanish Pilgrime. 1626 folgte die erste italienische Übersetzung.
Der Traicté paraenetique stellt einen persönlichen Angriff auf Philipp II. dar und enthält zugleich eine scharfe Kritik an Kastilien und dessen Bevölkerung. Das Werk thematisiert die innere Zersplitterung der Iberischen Halbinsel und beschreibt die Missachtung, mit der andere iberische Königreiche die Kastilier behandelten. Diese werden darin als »bösartig und pervers«, »voll von Stolz, Arroganz, Tyrannei und Treulosigkeit« charakterisiert und als Nachkommen der Juden diffamiert, denen nicht zu trauen sei. Über den König heißt es, »Tyrannei ist für Philipp so natürlich wie Lachen für einen Mann« und er »vergiftet alles, ohne Unterschied zu machen«.
Nach einer zunächst positiven Aufnahme geriet Antonio Pérez bald in Vergessenheit; seine Schriften wurden jedoch später von anderen Autoren rezipiert und verwertet. Die Relaciones wurden ins Englische übersetzt und 1715 in London veröffentlicht, möglicherweise unter Mitwirkung der englischen Regierung, die zu jener Zeit eine konfrontative Politik gegenüber Spanien verfolgte.

### Protestantische Polemiker
Protestantische Autoren des 16. Jahrhunderts identifizierten sich mit den seit der Christianisierung des Römischen Reiches aufgetretenen kirchlichen Häresien. Aus diesem Selbstverständnis gingen in Deutschland und England umfangreiche Märtirerverzeichnisse hervor, Sammlungen von Lebensbeschreibungen von Märtyrer, häufig in einem betont dramatischen, bisweilen morbid wirkenden Stil verfasst und mit zahlreichen Illustrationen versehen. Diese Werke fanden weite Verbreitung in der Bevölkerung und trugen erheblich zur Schärfung der antikatholischen Stimmung bei. Zu den bekanntesten und einflussreichsten Veröffentlichungen gehört das 1554 erschienene Book of Martyrs von John Foxe, dessen Wirkung nicht zuletzt auf die etwa fünfzig Holzschnitte zurückging, die Folterungen und Misshandlungen darstellten. Obwohl Foxe in manchen Details unzureichend informiert war und die Autodafé von Valladolid unerwähnt ließ, widmete er der spanischen Inquisition ein eigenes Kapitel unter dem Titel »The Execrable Inquisition of Spayne«.

“The cruell and barbarous Inquisition of Spayne [...] now it is practised agaynst them that be neuer so litle suspected to fauour the veritie of þe Lorde. The Spanyardes, and especially the great diuines there do hold, that this holy and sacrate Inquisition can not erre, and that the holy fathers the Inquisitours, can not be deceaued. [...] Three sortes of men chiefly in daunger of the Inquisition. Three sortes of men most principally be in daūger of these Inquisitours. They that bee greatly riche, for the spoyle of their goods. They that be learned, because they will not haue their misdealynges and secret abuses to be espyed and detected. They that begyn to encrease in honor and dignitie, leste they beyng in authoritie, should worke them some shame, or dishonor. [...] yea and thoughe no worde bee spoken, yet if they beare any grudge or euill will agaynst the partie, incontinent they commaunde him to be taken, and put in an horrible prison, and then finde out crimes agaynst him at leasure, and in the meane tyme no man liuyng so hardye once to open his mouth for him. If the father speake one worde for his childe, he is also taken, and cast into prison, as a fauourer of heretickes. Neither is it permitted to any person, to enter to the prisoner: but there he is alone, in such a place, where he can not see so much as the groūde, where hee is, and is not suffred eithre to read or write, but there endureth in darkenes palpable, in horrors infinite, in feare miserable, wrastlyng with the assaultes of death. [...] Adde more ouer to these distresses & horrors of the prison, the iniuries, threates, whippings & scourgings, yrons, tortures, & rackes, which they endure. Some tymes also they are brought out, and shewed forth in some higher place, to the people, as a spectacle, of rebuke and infamie. [...] The accuser secret, the crime secret, the witnes secret: what soeuer is done, is secret, neither is the poore prisoner euer aduertised of any thyng.”

„Die grausame und Barbarische Inquisition Spaniens [...] wird nunmehr auch wider die geübt, die nur im Geringsten verdächtig scheinen, der Wahrheit des Herrn hold zu sein. Die Spanier, und sonderlich ihre hohen Theologen, halten fest darbei, daß diese heilige und geweihte Inquisition nicht irren könne und daß die heiligen Väter, die Inquisitoren, niemals getäuscht werden. [...] Dreierlei Leute stehen am meisten in Gefahr vor der Inquisition:
Erstens die Reichen, auf daß man ihrer Güter beraube; Zweitens die Gelehrten, dieweil sie nicht wollen, daß man ihre Übeltaten und verborgenen Laster entdecke; Drittens die, so an Ehre und Würden zunehmen, damit sie, gelangen sie zur Obrigkeit, den Inquisitoren nicht Schmach oder Unehre bereiten. [...] ja, und ob auch kein Wort wider den Beklagten gesprochen werde, tragen sie doch Groll oder bösen Willen gegen ihn, so befehlen sie alsbald, ihn zu ergreifen und in ein gar schreckliches Gefängnis zu werfen. Dort finden sie dann mit Muße Verbrechen wider ihn, und in der Zwischenzeit ist kein Mensch so kühn, auch nur ein Wort zu seinen Gunsten zu sprechen. Spricht der Vater ein einziges Wort für sein Kind, so wird auch er ergriffen und ins Gefängnis geworfen, als ein Günstling der Ketzer. Niemandem ist es erlaubt, zum Gefangenen zu treten; allein liegt er da an einem Ort, wo er nicht einmal den Boden zu sehen vermag, auf dem er ist. Lesen oder schreiben darf er nicht, sondern verharrt in greiflicher Finsternis, in unendlichen Schrecken, in jämmerlicher Furcht, ringend mit den Anfechtungen des Todes. [...] Füge hinzu zu diesen Drangsalen und Schrecken des Kerkers: Schmähungen, Drohungen, Geißelhiebe, Fesseln, Martern und die Folterbank, die sie erdulden müssen. Mitunter werden sie auch herausgeführt und dem Volk an erhöhtem Orte gezeigt, als ein Schauspiel der Schmach und Schande. [...] Der Ankläger ist geheim, das Verbrechen geheim, der Zeuge geheim; was immer geschieht, bleibt verborgen, und der arme Gefangene wird niemals über irgendetwas in Kenntnis gesetzt.“

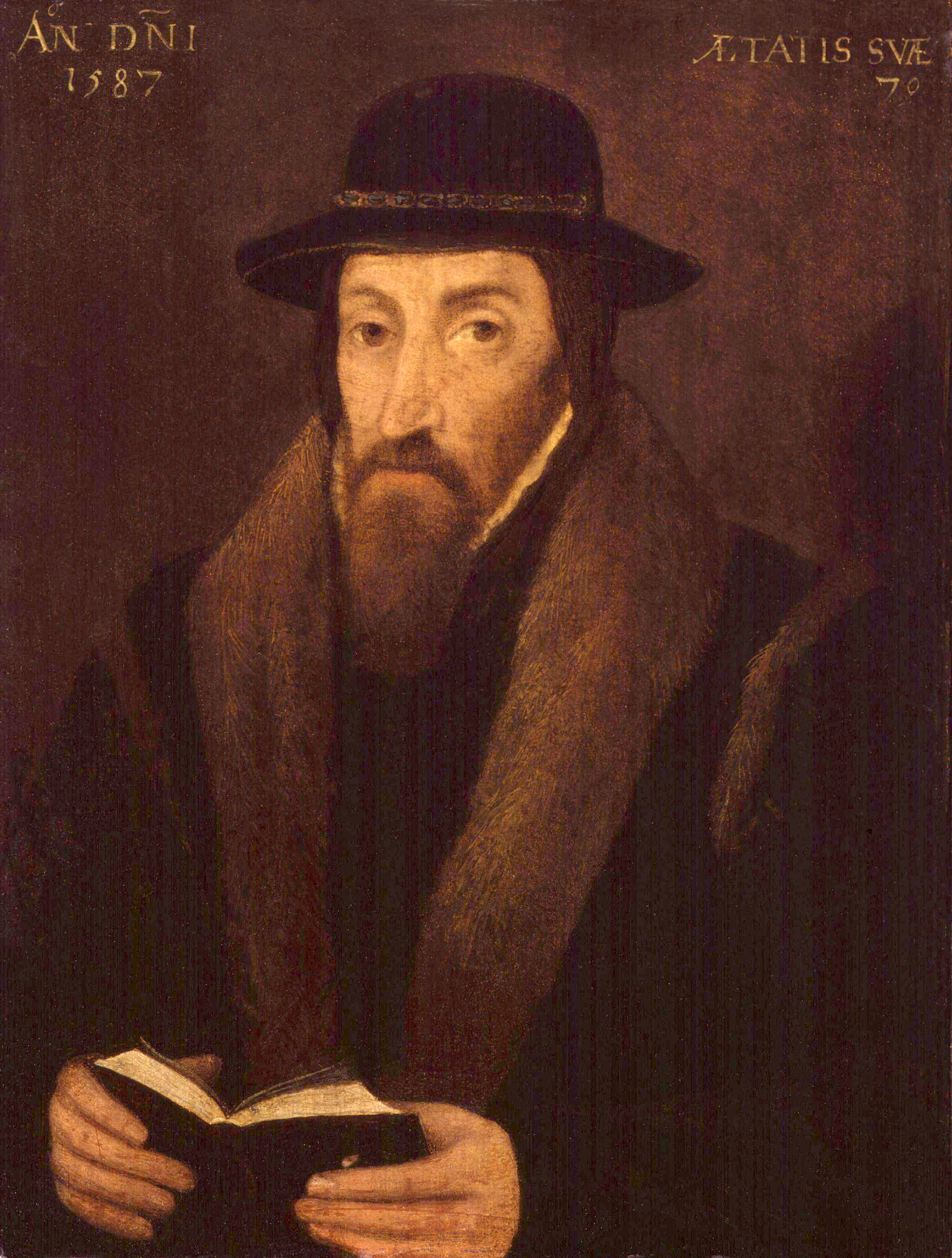
John Foxe (1516–1587)

Das Werk enthält zahlreiche Elemente, die in der Folgezeit vielfach wiederholt wurden: Die Inquisition könne jede Person jederzeit wegen geringfügiger Vergehen verurteilen; sie könne nicht irren; Anklagen würden häufig aus Gewinnstreben, aus Neid oder zur Verschleierung eigener Verfehlungen der Inquisitoren erhoben; fehlende Beweise würden notfalls erfunden; die Gefangenen würden isoliert und ohne Kontakt zur Außenwelt in dunklen Kerkern festgehalten, wo sie schwerer Folter ausgesetzt seien. Foxe warnte bereits damals davor, dass diese »unheilvolle Institution« in jedem Land eingeführt werden könne, in dem der Katholizismus vorherrsche.
Aus derselben Zeit stammt der Livre des martyrs des Genfers Jean Crespin, der die Unterstützung Johannes Calvins genoss. Die Erstausgabe erschien 1554; Neuauflagen folgten 1564 und 1570. Eine erweiterte Fassung von Simon Goulart wurde 1582 veröffentlicht und 1619 erneut herausgegeben.
Die Angriffe auf die Inquisition und die Katholische Kirche wurden Teil eines Propagandakrieges zwischen Katholiken und Protestanten, die sich ab dem 16. Jahrhundert entwickelte.

## Die kanonische Gestalt der Schwarzen Legende

### Der Achtzigjährige Krieg in den Niederlanden

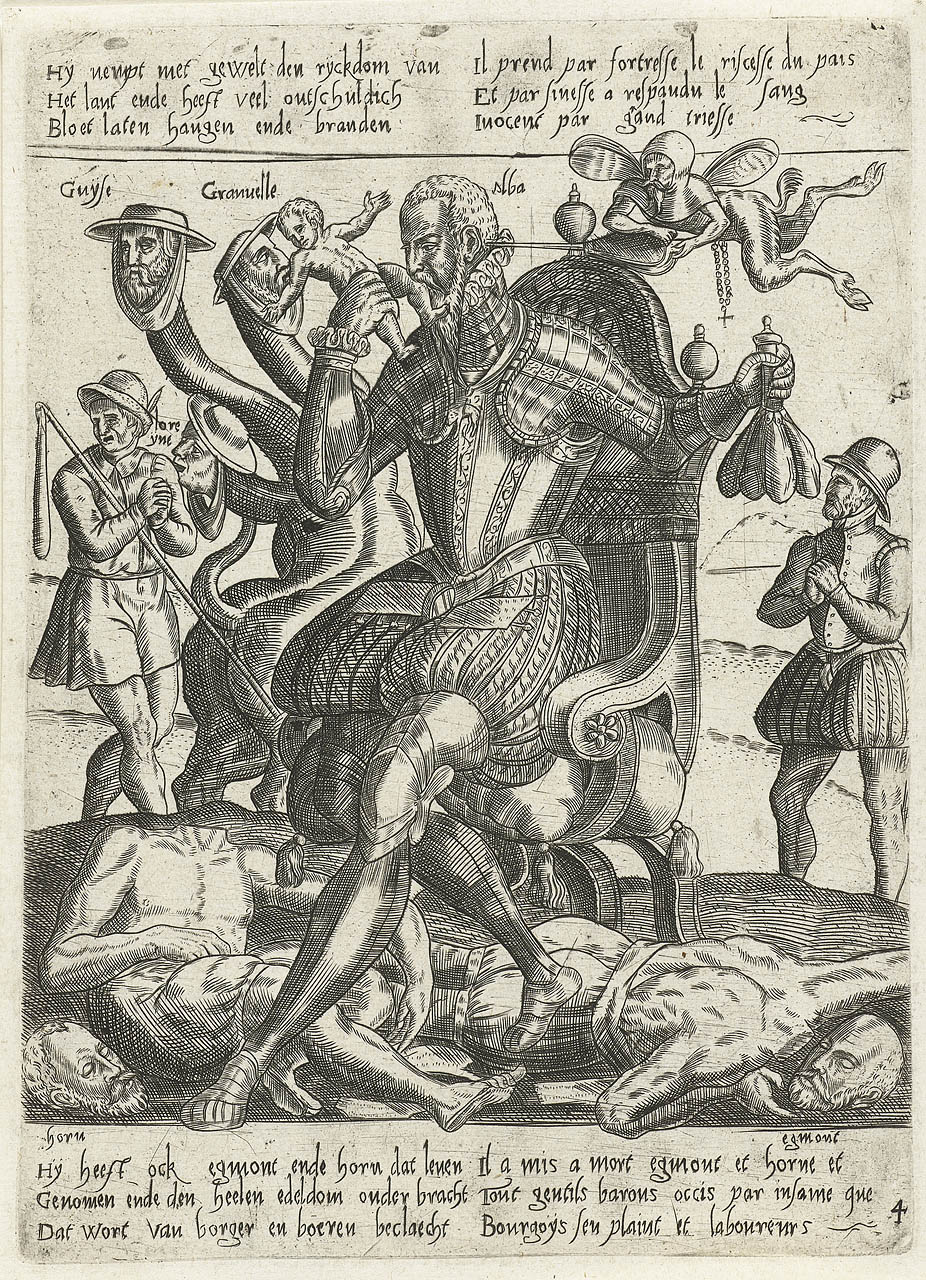
Der Herzog von Alba in einem anonymen Stich um 1572. Der Herzog ist dargestellt, wie er mit einer Hand ein Kind isst, während er mit der anderen Geldsäcke hält; im Hintergrund eine Hydra mit den Köpfen von Granvelle sowie den Kardinalen von Guise und Lothringen; zu seinen Füßen liegen die enthaupteten Leichen von Egmond und Hoorn; ein geflügelter Dämon mit einem Rosenkranz bläst ihm mit einem Blasebalg Luft ins Ohr.

Im Verlauf des Niederländischen Unabhängigkeitskriegs (1568–1648) erreichte die Schwarze Legende eine ihrer prägendsten und wirkmächtigsten Formen. In dieser Zeit verbanden sich politische, religiöse und propagandistische Elemente zu einem kohärenten Narrativ, das Spanien und seine Herrschaftsvertreter als Inbegriff von Grausamkeit, Unterdrückung und religiösem Fanatismus darstellte. Der in Flandern geborene Kaiser Karl V. wurde sowohl von seinen niederländischen Untertanen als auch von späteren Historikern milder beurteilt als sein Sohn, Philipp II. Die protestantischen niederländischen Adligen, Verbündete Karls V., lehnten sich dagegen heftig gegen die Herrschaft Philipps II. auf und begannen damit, indem sie dessen Vertreter ins Visier nahmen.
Der Erste, der Ziel politischer Angriffe wurde, war Antoine Perrenot de Granvelle, Erzbischof von Mechelen (1560) und Kardinal (1561), der versuchte, die flämische Kirchenorganisation zu reformieren – ein Vorhaben, das den Reichtum und die Unabhängigkeit des örtlichen Klerus geschmälert hätte. Granvela, aus der Franche-Comté stammend und somit ein Ausländer, wurde von seinen Gegnern als »archiverächtlich« und »roter Drache Spaniens« bezeichnet, obwohl er nicht im Dienst Spaniens stand, sondern im Dienst König Philipps, rechtmäßiger Souverän der Niederlande. Der Hauptkonflikt bestand zwischen den Protestanten und den Katholiken, die wegen ihrer Macht – mit dem König an der Spitze – gefürchtet wurden. Den führenden Persönlichkeiten war jedoch klar, dass es sich um ein politisches und kein religiöses Problem handelte; so äußerten es sowohl der Herzog von Alba als auch der französische Botschafter. Wohl die heftigsten Angriffe trafen Fernando Álvarez de Toledo y Pimentel, den Herzog von Alba, die »Schwarze Bestie« der Niederländer, der beauftragt wurde, den Aufstand der Adligen und der protestantischen Bilderstürmer niederzuschlagen. Zu diesem Zweck errichtete er das »Rat der Unruhen«, von seinen Gegnern »Blutrat« genannt, in dem viele Rebellen, darunter bedeutende Adlige und Aristokraten, hingerichtet wurden. Der folgende Krieg war auf beiden Seiten grausam; dass heute vor allem des Herzogs von Alba und der »spanischen« Grausamkeit gedacht wird, liegt laut Joseph Pérez daran, dass die Geschichte vom Sieger geschrieben wurde und die Opfer nachträglich zu Gründungshelden der Niederlande erklärt wurden. Die »Schwarze Legende« vom blutrünstigen Herzog von Alba, einem »Monstrum der Grausamkeit«, reicht bis in unsere Zeit. Erst im 20. Jahrhundert konnte der Name des Herzogs von Alba rehabilitiert werden: Er gilt heute als einer der größten Feldherren seiner Zeit, als feiner Stratege, unerbittlich in der Disziplin (er bestrafte unrechtmäßige Übergriffe seiner Truppen auf die Bevölkerung), als kluger Politiker und einer der gebildetsten Männer seiner Epoche. In den Niederländen befehligte er ein Heer von 54.000 Soldaten, von denen nur 7.900 Spanier und 30.400 Niederländer waren.

Allegorie auf die Tyrannei des Herzogs von Alba, ein Gemälde von Dirck van Delen, das die Bluträte kritisiert, in denen bedeutende adlige Rebellen zum Tode verurteilt wurden.

Von Anfang an nutzten die Flamen ihre aufstrebende Druck- und Verlagsindustrie intensiv für Propagandazwecke, in dem, was später als »Papierkrieg« bezeichnet wurde. Zu den Pamphletisten gehörten der Maler Lucas de Heere, der Dichter Van der Noot, der Geograf Ortelius und viele andere. Einer der führenden Propagandisten war Philipp van Marnix, ein Theologe mit enger Verbindung zu Calvin, der später in den Dienst Wilhelms von Oranien trat. Marnix, der sich zuvor in Deutschland aufgehalten hatte, setzte alle ihm zur Verfügung stehenden Mittel ein: die Schilderung der Verbrechen spanischer Truppen im Schmalkaldischen Krieg, den Vergleich zwischen Spaniern und Türken mit der Andeutung einer Allianz zwischen beiden, die Anprangerung der Grausamkeit des Herzogs von Alba usw. Diese Anschuldigungen wiederholte er auch auf dem Reichstag zu Worms im Jahr 1578. Die Pamphletisten spielten auch mit der Angst vor der spanischen Inquisition, indem sie behaupteten, der König wolle sie in den Niederlanden einführen. Dazu griffen sie auf Elemente bereits früher veröffentlichter kritischer Schriften zurück, um darzustellen, was in einem solchen Fall geschehen würde. Es wurde sogar ein gefälschtes Dokument des Heiligen Offiziums veröffentlicht, das alle Niederländer der Majestätsbeleidigung für schuldig erklärte und mit einer allgemeinen Konfiskation von Eigentum drohte, ein Schriftstück, das von niederländischen Historikern bis ins 19. Jahrhundert für echt gehalten wurde.

#### DieApologie du prince d'Orange
Wilhelm von Oranien, der sich zum Anführer der Rebellen entwickelt hatte, wurde 1576 zum Statthalter (nicht zum Souverän) der Vereinigten Provinzen ernannt, sodass anzunehmen ist, dass sich der Aufstand zu diesem Zeitpunkt noch nicht direkt gegen den König richtete. Im Jahr 1576 plünderten spanische Truppen nach einer Meuterei wegen ausbleibender Soldzahlungen Antwerpen, ein Ereignis, das ebenfalls Teil der schwarzen Legende wurde, als Inbegriff spanischer Grausamkeit galt und später als »Spanische Furie« in den Geschichtsbücher einging. Noch im selben Jahr setzte Philipp II. ein Kopfgeld auf Wilhelm von Oranien aus, worauf dieser mit der Veröffentlichung seiner Apologie des Prinzen von Oranien reagierte. Die Apologie ou Défense du très illustre Prince Guillaume [...] contre le ban et édict publié par le roy d'Espagne [...] [Apologie oder Verteidigung des sehr berühmten Prinzen Wilhelm [...] gegen das Verbot und Edikt des Königs von Spanien [...], tatsächlich verfasst von seinem Kaplan Pierre L’Oyseleur, markierte den endgültigen Bruch Wilhelms mit Philipp II. und kann als Gründungsdokument der Schwarzen Legende gelten. Die Schrift wiederholte frühere Anschuldigungen gegen den Herzog von Alba und übertrug die Vorwürfe von Grausamkeit, Barbarei und erbarmungsloser Härte auf alle Spanier: Spanische Soldaten vergewaltigten Frauen vor den Augen ihrer Ehemänner und Kinder. Zudem griff das Pamphlet auf italienische und deutsche Anklagen der »Rassenmischung« zurück und bezichtigte die Spanier, jüdischer oder maurischer Abstammung zu sein.

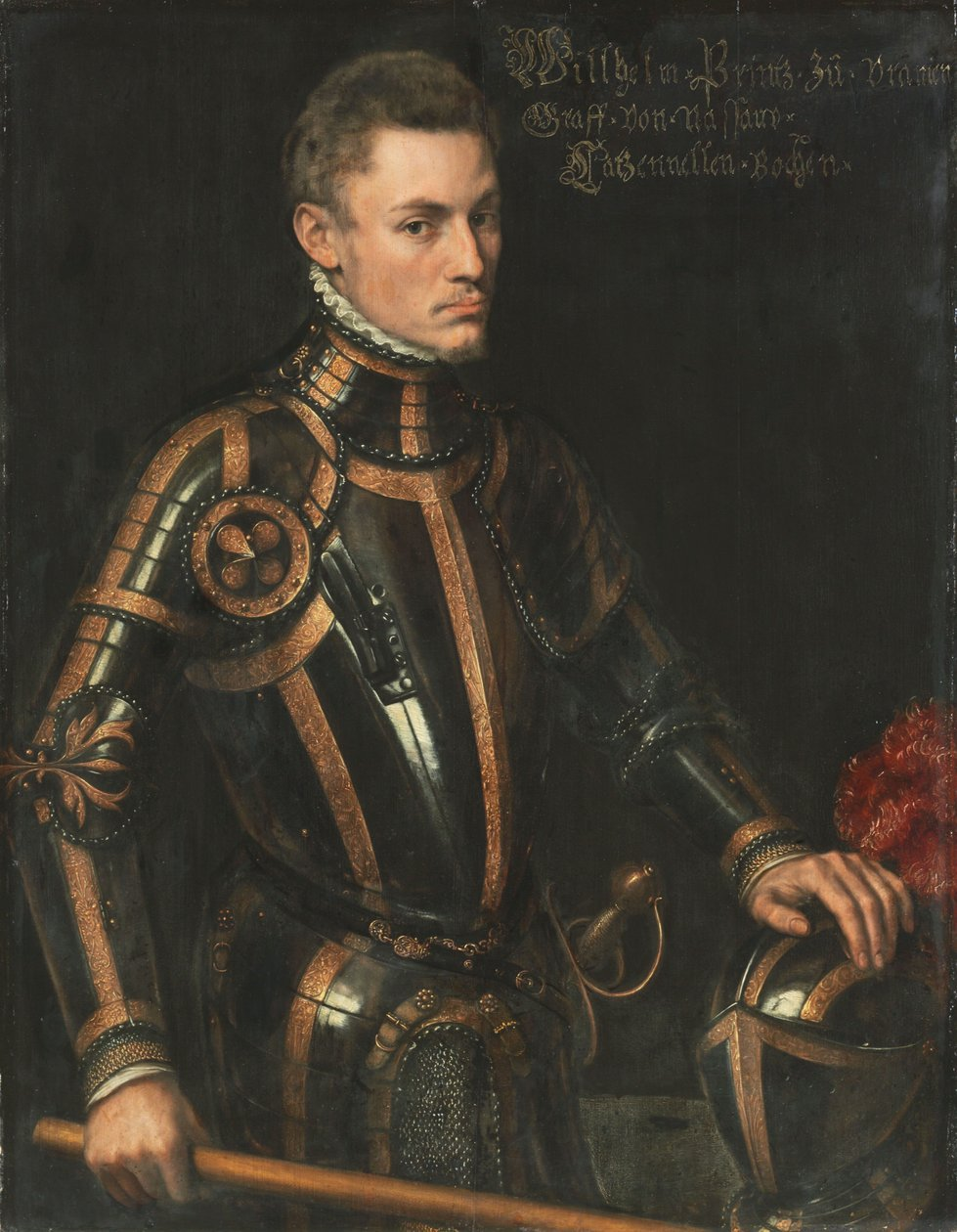
Wilhelm von Oranien (1533–1584), Kopie von C. Garschagen eines Werkes von Anthonis Mor.

Doch die Schrift wiederholte nicht nur frühere Anschuldigungen, sondern brachte auch neue Argumente vor. Sie griff den König Philipp II. persönlich an und bezichtigte ihn der Frauenliebe, des Ehebruchs, Inzests mit seiner Schwester, der Bigamie, des Mordes an seiner Ehefrau Elisabeth von Valois sowie schließlich der Verhaftung, Verurteilung und Hinrichtung seines eigenen Sohnes und Thronerben Don Carlos. Alle diese Anschuldigungen gerieten später in Vergessenheit – mit Ausnahme des Beinamens »der Dämon des Südens« und der Geschichte um »Don Carlos«, die von diesem Zeitpunkt an ein fester Bestandteil der schwarzen Legende wurde.  Mehrere Historiker hielten die Geschichte für wahr, darunter Pierre de Brantôme (Mémoires, 1665) und Jacques-Auguste de Thou (Historia sui temporis, 1620). In der Literatur bereitete César Vichard de Saint-Réal 1672 mit seinem Werk Dom Carlos den Weg. Obwohl überwiegend fiktiv, wurde es von mehreren späteren Autoren, die den Stoff erneut aufgriffen, als historisch korrekt betrachtet. So basiert Friedrich Schillers 1787 veröffentlichtes Drama Don Karlos, Infant von Spanien sowohl auf der Darstellung Saint-Réals als auch auf der History of Philip II von Robert Watson. Der literarische Impuls, den Schiller dem Thema verlieh, führte zu einer Reihe weiterer Werke und Opern mit demselben Handlungsverlauf, von denen die bekannteste zweifellos Don Carlos von Giuseppe Verdi ist. Ein weiteres Element in seinen Anklagen war der Vorwurf spanischer religiöser Intoleranz, die sich sowohl in der Verfolgung der Protestanten durch die Inquisition als auch in der Grausamkeit der Spanier in Amerika widerspiegelte.
Das Verdienst Wilhelms von Oranien besteht darin, eine Vielzahl verstreuter Informationen, Gerüchte und Kritiken zusammengetragen und zu einem kohärenten und wirkungsvollen System der Propaganda geformt zu haben. Infolgedessen hat sich bis heute die Vorstellung gehalten, dass im Achtzigjähriger Krieg »alles, was gut, wahr und frei ist, gegen die Mächte der Finsternis, der Intoleranz und des Aberglaubens« gestanden habe.

### Der Aufstieg Englands
Der Antihispanismus im englischen Raum beruhte eher auf moralischen als auf intellektuellen Gründen, anders als der niederländische, und auf dem Glauben an die den Spaniern innewohnende Bosheit. Die Beweggründe, die englische Autoren zur Verfassung solcher Schriften veranlassten, lassen sich in drei Hauptkategorien einteilen: die Verteidigung der Reformation, die Unterstützung der Regierungspolitik und die Förderung von Überseeabenteuern. Er entstand parallel zum Aufkommen eines frühen Nationalbewusstseins und nationaler Stereotype in der Renaissance. Nach Maltby diente er als propagandistisches Instrument, das England zur Rechtfertigung seines Handelns und zur Einigung der öffentlichen Meinung einsetzte und das später in die allgemeine Historiographie Eingang fand.
England, das der Revolution in den Niederlanden mit Sympathie begegnete und 1585 sogar Truppen entsandte, war ein fruchtbarer Boden für niederländische Pamphlete. Daneben traten auch zahlreiche einheimische Polemiker auf, und selbst Königin Elisabeth I. rechtfertigte die Unterstützung der Rebellen in einer eigenen »Erklärung«, wobei sie jedoch peinlich genau vermied, die Person des spanischen Königs direkt zu kritisieren. Es sind jedoch vor allem die Chronisten wie Holinshed, Camden und Richard Baker, die den Grad der gesellschaftlichen Akzeptanz des Antihispanismus unter kritisch denkenden Intellektuellen erkennen lassen, und damit auch, wie stark er an nachfolgende Generationen weitergegeben wurde. Im Gegensatz zu den Niederlanden selbst kursierten in England weder Propaganda noch Schriften, die Spanien oder den Katholizismus in einem positiven Licht darstellten.
Das Aufeinandertreffen von England und Spanien war unvermeidlich, nachdem Letzteres die Bulle des Papstes erhalten und der Vertrag von Tordesillas unterzeichnet worden war, durch den Spanien alle Gebiete westlich des Meridians 46°37′ westlicher Länge für sich beanspruchte. Aufgrund der Schwäche Englands wollte Königin Elisabeth I. eine direkte Konfrontation vermeiden. Daher galten alle Reisen und Erkundungen englischer Seefahrer als »inoffiziell« und wurden von den Spaniern folglich als Akte der Piraterie betrachtet. Die unangenehmen Begegnungen mit den spanischen Behörden wurden von den westwärts aufbrechenden Seeleuten – darunter Francis Drake und John Hawkins – in höchst subjektiver Weise geschildert. Ihre Abenteuer übten auf das heimische Publikum eine große Faszination aus und verfestigten das Bild vom »hinterhältigen und grausamen« spanischen Charakter, in dem es nichts Positives gebe. Von besonderer Bedeutung waren die Veröffentlichungen von Richard Hakluyt, einem einflussreichen Förderer der Erforschung und des englischen Kolonialismus, sowie die seines Testamentsvollstreckers, des Geistlichen Samuel Purchas.

#### Die Spanische Armada
Um 1588 hatte der nicht erklärte Krieg der englischen Piraten einen Punkt erreicht, der Philipp II. dazu bewog, die »Grande y Felicísima Armada« [Große und Glückliche Armada] auszusenden, um die Britischen Inseln zu erobern. Das Scheitern der Mission ist wohlbekannt und wurde zu einem der am häufigsten wiederkehrenden Themen der Schwarzen Legende Spaniens. In England gilt es als einer der glanzvollsten Momente seiner Geschichte und steht für die moralische und militärische Überlegenheit der Nation, für den Sieg des Protestantismus und des Liberalismus über den römischen Obskurantismus. Ohne die Armada wären die antihispanischen Pamphlete möglicherweise in Vergessenheit geraten; doch indem Spanien nach englischer Sicht eine regelrechte Invasion plante, bestätigte es scheinbar all jene Anschuldigungen, die bis dahin erhoben worden waren. Die Propaganda fügte dem spanischen Charakterbild so zwei neue Eigenschaften hinzu: Feigheit und Inkompetenz.
Es wurden zwei Erklärungen für die »Niederlage« gegeben. Die erste war der »spanische Charakter«:

“[...] none more glories in his Chivalry than the Spaniard: But I suppose his religion and stomach be equally poised: the one false the other faint, that what they attempt, is not to be overcome with prowess, but to suppress with multitudes: for their service in wars in either by policy to circumvent by perjury, to entail by treason, to undermine, or by some little martial practice to weaken the enemy, whom if they find valiantly to resist, their brave once cooled, they seldom or never dare give another Encounter [...]”

„[...] Keiner rühmt sich mehr seiner Ritterlichkeit als der Spanier. Doch ich vermute, dass seine Religion und sein Mut gleichermaßen unausgewogen sind: die eine ist falsch, der andere schwach. Was sie unternehmen, lässt sich nicht durch Tapferkeit überwinden, sondern nur durch schiere Überzahl unterdrücken. Ihr Kriegsdienst besteht entweder darin, den Gegner durch List zu umgehen, durch Meineid zu täuschen, durch Verrat in die Enge zu treiben, ihn zu unterminieren oder mit einer kleinen militärischen Finte zu schwächen. Trifft man jedoch auf Feinde, die sich tapfer zur Wehr setzen, so ist ihr anfänglicher Mut bald erloschen, und sie wagen es selten oder nie, noch einmal eine Schlacht zu liefern. [...]“

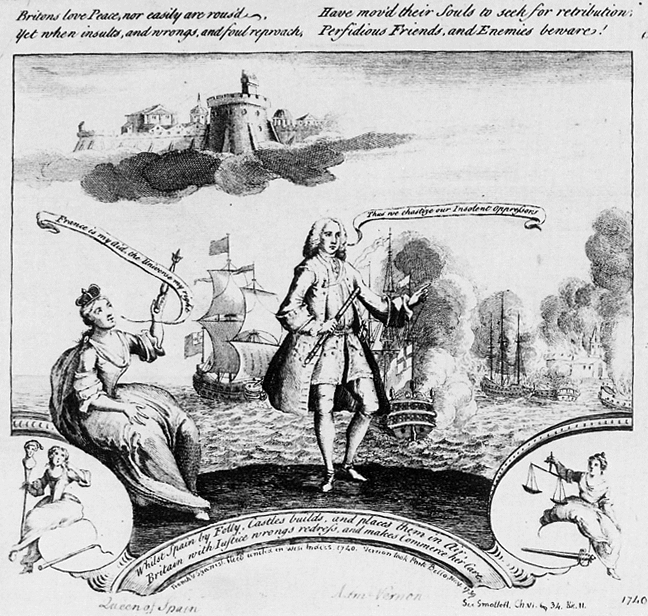
Britische Satire aus dem Jahr 1740, veröffentlicht anlässlich des Guerra del Asiento Asiento-Krieg], mit der Bildunterschrift: »Die Spanier bauen Luftschlösser, die Briten legen Wert auf den Handel.«

Die zweite Erklärung lautete, dass Gott auf englischer Seite stand, wie Thomas Nash es formulierte: »So starben unsere Feinde, so kämpften die Himmel für uns; [...]«, und sogar die Königin selbst, die die Kaufleute der Hanse fragte:

„And if the victorious hand of God had not herein derided the cunning devises and purposes of the Spaniards, if it had not scattered so great a terror to all Christendom and drenched their carcasses in the sea, what should the state of the said Hanse merchants have been?“

„Und wenn die siegreiche Hand Gottes nicht die listigen Pläne und Absichten der Spanier zunichtegemacht, nicht eine so große Furcht in ganz Christenheit verbreitet und ihre Leiber im Meer versenkt hätte – wie stünde es dann um den Zustand der besagten Hansekaufleute?“

Die Autoren jener Zeit übertrieben auch das Ausmaß der Invasion, schmälerten ihre eigene Bedeutung und erfanden sogar Episoden, die niemals stattgefunden hatten. So etwa William Cecil, der unverhohlen behauptete, die gesamte spanische Flotte mit ihren 160 Schiffen sei auf ihrer Flucht um England »wütend verfolgt« worden und zwar von nur 50 englischen Schiffen. Eine weitere Geschichte, die bis heute wiederholt wird, stammt von Petruccio Ubaldini, einem aus Florenz stammenden und in England ansässigen Italiener. Er behauptete, dass die aus unbekannten Gründen erfolgte Explosion im Pulvermagazin eines der spanischen Schiffe von einem flämischen Artilleristen verursacht worden sei, der sich auf diese Weise das Leben genommen habe, weil ein spanischer Infanteriekapitän seine Frau und Tochter vergewaltigt habe, »gemäß der Sitte jenes Landes«. Viele Pamphlete spekulierten darüber, was geschehen wäre, wenn die spanischen Truppen das Land tatsächlich erobert hätten, und ließen dabei ihrer Fantasie mit Bildern von Peitschen, Ketten und Folterungen freien Lauf. Thomas Deloney schilderte dies sogar in einem langen Gedicht bis ins kleinste Detail, wobei er vierundzwanzig Strophen allein der Beschreibung der Arten und Eigenschaften der Peitschen widmete, mit denen die Spanier die Engländer auspeitschen würden.
In den folgenden Jahren änderte sich der Ton der englischen Chroniken und Pamphlete nicht. Englische Angriffe wurden gefeiert und gerechtfertigt, ihre Siege aufgebauscht und die spanischen, sofern man sie nicht in eigene Siege umdeutete, ignoriert. Damit wurde die Legende von der militärischen Inkompetenz Spaniens weiterverbreitet und gefestigt. Dennoch ließ die Heftigkeit des propagandistischen Angriffs allmählich nach.

### Konflikte mit den Nachbarn: Frankreich und Portugal
Der Antihispanismus trat in Portugal nach der Machtübernahme von Philipp II. im Jahr 1580 auf. Die Anhänger der übrigen Thronanwärter und später beide Nationalismen steigerten eine Spirale von Repliken und Gegenrepliken zwischen Portugiesen und Spaniern. Der erfolgreichste Pamphletist war José Teixeira, der bereits weiter oben erwähnt wurde. In seinen in England veröffentlichten Pamphleten behauptete er, Philipp II. habe den vorherigen König von Portugal, Sebastian I., tatsächlich gefangen genommen, in Ketten gelegt und zu den Galeeren geschickt.

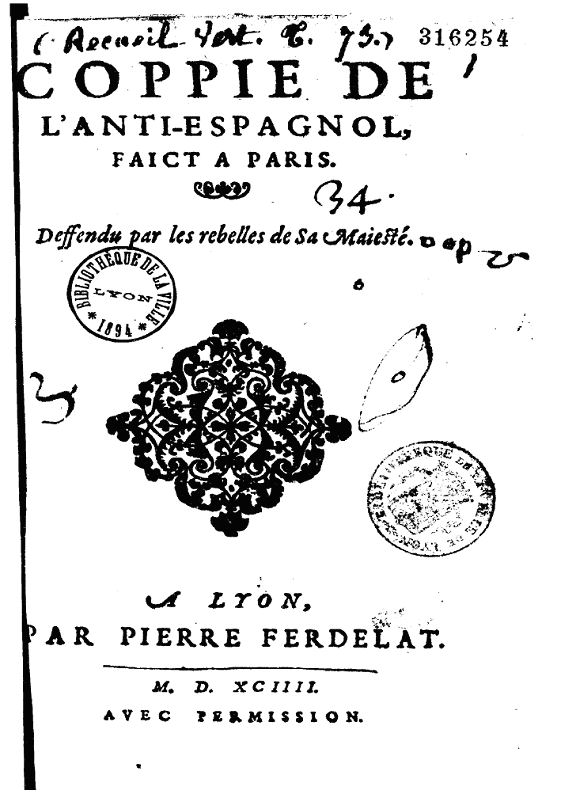
Titelseite des Coppie de L'Anti-Espagnol von Antoine Arnauld.

Die nachbarschaftlichen Beziehungen zwischen Frankreich und Spanien waren oft schwierig, und diese wechselhafte Feindschaft äußerte sich in beiden Ländern in verschiedenen Texten, wobei man sogar von einer »natürlichen Antipathie« zwischen beiden Völkern sprach. Diese versuchte Carlos García 1617 mit der Veröffentlichung von La oposición y conjunción de las dos grandes luminarias de la tierra o de la antipatía natural de franceses y españoles [Der Gegensatz und die Vereinigung der zwei großen Gestirne der Erde oder von der natürlichen Antipathie der Franzosen und Spanier] zu erklären. Die ersten französischen Pamphlete entstanden im dritten Jahrzehnt des 16. Jahrhunderts während des militärischen Konflikts zwischen Karl I. und Heinrich II., gewannen aber ab 1567 an Intensität: Von insgesamt 822 Flugschriften erschienen in den 1580er Jahren 197 und im folgenden Jahrzehnt 303. Der Historiker Vicente Salavert sieht diese Pamphletoffensive als Reaktion der Panik, mit der versucht wurde, das Objekt der Furcht lächerlich zu machen. Ab 1635 änderte sich das Bild und zeigte Spanien als ein erschöpftes und sterbendes Land.
1590 wurde das Antiespagnol [Antispanier] von Antoine Arnauld veröffentlicht, das seine Landsleute über die:

« [...] l'auarice inſatiable, de la cuauté Tigreſque, de la ſale & monſtrueueſe luxure de l'Eſpagnol, l'embraſement d'vne grande partie de ton corps, le pillage general des threſors [...] le rauiſſement de tes femmes, filles & ieunes garçõs forzes par ces Mores en la preſence de leurs peres, freres, maris, liez & garrotez aux pieds des licts [...] »

„[...] die unersättliche Gier [der Spanier], ihre grausamere Wut als die des Tigers, ihre widerwärtige, monströse und abominable Wollust: ihre Brandstiftungen, ihr abscheuliches Plündern und Rauben [...] ihre lüsterne und unmenschliche Schändung von Matronen, Ehefrauen und Töchtern, ihre unvergleichliche und sodomitische Vergewaltigung von Knaben, die die halbwilden Spanier in Gegenwart [... von] Vätern, Ehemännern oder Verwandten begingen [...]“

Im 16. Jahrhundert konzentrierten sich die französischen Kritiken auf folgende Punkte:
- Der Charakter der spanischen Könige: Habgier (schwere Besteuerung), Grausamkeit (Misshandlung der Königinnen) und Usurpation (Aneignung von Navarra). Jeder König wurde kritisiert, doch insbesondere Philipp II. kam schlecht weg: Neuchrist, Sarazene, Jude, ehrgeiziger Intrigant, Tyrann, von der Inquisition beherrscht.
- Das spanische politische System sei begrenzt und wenig stabil. Seine Unterdrückung habe Aufstände in Flandern und Amerika hervorgerufen, und sogar Basken, Asturier, Galicier und Aragonesen könnten die kastilische Arroganz nicht ertragen.
- Die religiöse Gewalt gegen Unschuldige, insbesondere durch die Inquisition.
- Der spanische Charakter, vor allem die Anschuldigungen von Feigheit und Prahlerei.

Ab dem 17. Jahrhundert konzentrierten sich die Hauptkritiken auf:
- Den spanischen Militärimperialismus, insbesondere im Traité des usurpations des roys d'espagne sur la Couronne de france depuis Charles VIII [Abhandlung über die Usurpationen der Könige Spaniens auf die Krone Frankreichs seit Karl VIII.] (1625) von Christophe Balthazar, das 20-mal neu aufgelegt wurde.
- Die spanische Heuchelei, vor allem im Zusammenhang mit Religion und Inquisition.
- Die Theorien über den Tyrannenmord der Jesuiten Juan de Mariana und Francisco Suárez riefen ebenfalls zahlreiche Kritiken hervor.[103]

Die französischen Kritiken hätten keine große Bedeutung erlangt, wenn Frankreich nicht während der Aufklärung zum intellektuellen Zentrum Europas geworden wäre. Die kulturelle Vormachtstellung Frankreichs in Europa und Amerika prägte den Ton des antispanischen, ja sogar antihispanischen Vorurteils in der historisch vorherrschenden Interpretation der folgenden zwei Jahrhunderte.

## Fortsetzung und Ausweitung

### Aufklärung
Gegen Ende des 16. Jahrhunderts hatten die Religionskriege gezeigt, dass der Versuch, religiös einheitliche Staaten zu schaffen, zum Scheitern verurteilt war. In den Niederlanden und in Frankreich setzten sich Denker zunehmend für die Auffassung ein, dass ein Staat das Wohl seiner Bürger sichern müsse, auch wenn dies die Duldung von Häresie einschließe. Toleranz galt damit als Voraussetzung für den sozialen Frieden. Seit dem 17. Jahrhundert wurde verstärkt über Gewissensfreiheit diskutiert: Religiöse Verfolgung erschien nicht nur unchristlich, sondern auch widersinnig. Gegen Ende des Jahrhunderts wurde Vielfalt als »natürlicher« angesehen als Einheitlichkeit, die zudem den Wohlstand eines Volkes mindern könne.
Spanien, das Mitte des 17. Jahrhunderts in wirtschaftlichen Niedergang geraten war, diente als Beweis. Die Vertreibung der Juden und anderer produktiver, wohlhabender und loyaler Bürger galt als Hauptursache. Hinzu kamen Konfiskationen und Geldstrafen der Inquisition, die Mittel in unproduktive Bereiche der Kirche lenkten. Ihre Existenz ließ sich nach zeitgenössischer Auffassung nur durch Gewalt oder geistige Schwäche der Bevölkerung erklären, nicht jedoch durch freien Willen. Dies habe zu mangelnder Kreativität und Lernfähigkeit geführt. Spanien wurde deshalb – trotz des Siglo de Oro [Goldenes Jahrhundert] und obwohl die Inquisition überwiegend doktrinäre Fragen behandelte – seit dem 17. Jahrhundert als Land ohne Literatur, Kunst oder Wissenschaften dargestellt.
Zu den einflussreichsten Kritikern religiöser Verfolgungen und der Inquisition zählte Pierre Bayle (1647–1706). Sein Spanienbild stützte sich vor allem auf die Berichte der Gräfin d’Aulnoy. Bayle fasste die verschiedenen Argumente der Schwarzen Legende zu einem Gesamtbild zusammen, das er in eine literarische Form mit Ironie, logischen Überlegungen, kartesianischen Belegen und einer Vorliebe für das Skandalöse kleidete, was ihm große Popularität verschaffte.
Die großen Denker der Aufklärung griffen ebenfalls häufig auf das »spanische Beispiel« zurück, um den Ancien Régime und dessen Ideologie zu kritisieren. Montesquieu sah in Spanien das perfekte Beispiel für die schlechte Verwaltung eines Staates unter dem Einfluss des Klerus: Die Inquisition – anachronistisch, irrational und irreligiös – sei verantwortlich für den wirtschaftlichen Ruin der Staaten sowie die große Gegnerin der politischen Freiheit und der gesellschaftlichen Produktivität. Montesquieus Kritik an Spanien findet sich vor allem in seinen Persische Briefen und in Vom Geist der Gesetze.

„Car il faut savoir que, lorsqu'un homme a un certain mérite en Espagne, [...] il ne travaille plus. [...] Celui qui reste assis dix heures par jour obtient précisément la moitié plus de considération qu'un autre qui n'en reste que cinq, parce que c'est sur les chaises que la noblesse s'acquiert.“

„Es ist gut zu wissen, dass, wenn ein Mann in Spanien ein gewisses Ansehen erlangt hat, [...] er nicht mehr arbeitet. [...] Wer zehn Stunden am Tag sitzend verbringt, erlangt genau die Hälfte mehr Ansehen als jemand, der nur fünf Stunden sitzt, weil der Adel auf den Stühlen erworben wird.“

Kein Autor des 18. Jahrhunderts trug jedoch so stark zur Diskreditierung religiöser Verfolgungen bei wie Voltaire. Er verband die religiösen und philosophischen Argumente Bayles mit den ökonomischen und politischen Überlegungen Montesquieus und prägte damit endgültig den modernen Mythos der »Inquisition«, eine Metonymie für alle besonders negativen Formen religiöser Verfolgung.
Der Abbé Guillaume-Thomas Raynal erlangte mit seinem Werk Histoire philosophique et politique des établissements et du commerce des Européens dans les deux Indes [Philosophische und politische Geschichte der Niederlassungen und des Handels der Europäer in den beiden Indien] einen Ruhm, der dem von Montesquieu, Voltaire oder Rousseau gleichkam. 1789 galt er sogar als einer der geistigen Väter der Französischen Revolution. In diesem zwischen 1770 und 1774 in Amsterdam, Genf, Nantes und Den Haag veröffentlichten Werk machte er die Inquisition für das Erstarren des geistigen Lebens in Spanien verantwortlich: »elle [l'Espagne] resta stupide dans une profonde ignorance« [Spanien verharrte stumpf in tiefer Unwissenheit]. Um Spanien wieder in das »Konzert der Nationen« zurückzuführen, sei die Abschaffung der Inquisition notwendig, damit Angehörige aller Glaubensrichtungen ins Land kommen könnten, die einzigen, die in angemessener Zeit »gute Manufakturen« hervorbringen würden; einheimische Arbeiter würden dazu Jahrhunderte benötigten. Zur frühen Fremdwahrnehmung Spaniens bemerkt der französische Hispanist Bartolomé Bennassar in seinem Werk Le Voyage en Espagne, dass die französischen Philosophen der Aufklärung in ihrem Spanienurteil wenig Zurückhaltung übten. Spanien sei für sie stärker mit der Inquisition verbunden gewesen als mit anderen Beiträgen zur Weltkultur.
Eines der wichtigsten Werke des Jahrhunderts, die Encyclopédie, übte in zahlreichen Artikeln, die von Louis de Jaucourt verfasst wurden, umfassende Kritik an Spanien. Der chevalier Jaucourt nutzte viele Einträge – etwa zu »Spanien«, »Iberia«, »Niederlande«, »Wolle«, »Kloster« oder »Adelstitel« – für polemische Angriffe gegen das Land und seine Kultur. Einzige Ausnahme war der Artikel »Wein«, in dem er die spanischen Weine lobte, jedoch abschließend vor unheilbaren Krankheiten durch ihren Missbrauch warnte. Besonders scharf fiel die Kritik im Artikel »Inquisition« aus:

„Il faut que le génie des Espagnols eût alors quelque chose de plus impitoyable que celui des autres nations. On le voit par les cruautés réfléchies qu'ils commirent dans le nouveau monde: on le voit surtout par l'excès d'atrocité qu'ils portèrent dans l'exercice d'une juridiction où les Italiens ses inventeurs mettaient beaucoup de douceur. Les papes avaient érigé ces tribunaux par politique, et les inquisiteurs espagnols y ajoutèrent la barbarie la plus atroce.“

„Es musste sein, dass der Geist der Spanier damals etwas Unbarmherzigeres hatte als der anderer Nationen. Das zeigen die überlegten Grausamkeiten, die sie in der Neuen Welt verübten; vor allem aber der Exzess an Grausamkeit, den sie in der Ausübung einer Gerichtsbarkeit entfesselten, in der die Italiener, ihre Erfinder, viel Milderes walten ließen. Die Päpste hatten diese Tribunale aus politischem Kalkül errichtet, und die spanischen Inquisitoren fügten die grausamste Barbarei hinzu.“

Nach der Encyclopédie entstand mit der Encyclopédie méthodique ein noch umfangreicheres Projekt in 206 Bänden. Der Spanien-Artikel (1783) stammte von Nicolas Masson de Morvilliers, dem Autor der berühmt gewordenen Frage »Qu’a-t-on dû à l’Espagne?« [Was verdankt man Spanien?], deren implizite Antwort »nichts« lautete.

„Aujourd'hui le Danemark, la Suède, la Russie, la Pologne même, l'Allemagne, l'Italie, l'Angleterre et la France, tous ces peuples ennemis, amis, rivaux, tous brûlent d'une généreuse émulation pour le progrès des sciences et des arts! Chacun médite des conquêtes qu'il doit partager avec les autres nations; chacun d'eux, jusqu'ici, a fait quelque découverte utile, qui a tourné au profit de l'humanité! Mais que doit on à l'Espagne? Et depuis deux siècles, depuis quatre, depuis dix, qu'a-t-elle fait pour l'Europe?“

„Heute brennen Dänemark, Schweden, Russland, selbst Polen, Deutschland, Italien, England und Frankreich – ob als Feinde, Freunde oder Rivalen – alle in edlem Wetteifer für den Fortschritt von Wissenschaft und Kunst! Jede Nation strebt nach Eroberungen, die sie mit den anderen teilen will; jede hat bislang eine nützliche Entdeckung gemacht, die der Menschheit zugutegekommen ist! Aber was verdankt man Spanien? Seit zwei, vier, zehn Jahrhunderten – was hat Spanien für Europa geleistet?“

Der Historiker Ronald Hilton misst diesem Spanienbild des 18. Jahrhunderts große Bedeutung bei. Es habe den ideologischen Rahmen für Napoleons Invasion von 1807 geliefert: Das aufgeklärte Frankreich bringe sein Licht in ein rückständiges, dunkles Spanien.

### Reise- und Schauerliteratur
Dieser vermeintliche »spanische Charakter« wurde im beliebtesten literarischen Genre des 17. Jahrhunderts verbreitet: der Reisebericht. Im Jahr 1673 kam Francis Willoughby in seinem Werk A Relation of a Voyage Made through a Great Part of Spain [Ein Bericht über eine Reise durch einen großen Teil Spaniens] zu folgendem Schluss:

„Spain is in many places, not to say most, very thin of people, and almost desolate. The causes are:
1. A bad Religion
2. The Tyrannical Inquisition
3. The multitude of Whores
4. The barrenness of the soil
5. The wretched laziness of the people, very like the Welsh and Irish, walking slowly and always cumbered with a great Choke and a long Sword
6. The expulsion of Jews and Moors, [...]
7. Wars and Plantations.“

„Spanien ist an vielen Orten, um nicht zu sagen an den meisten, nur spärlich bevölkert und beinahe verwüstet. Die Ursachen sind:
1. Eine schlechte Religion
2. Die tyrannische Inquisition
3. Die Vielzahl von Dirnen
4. Die Unfruchtbarkeit des Bodens
5. Die erbärmliche Trägheit des Volkes, ganz ähnlich den Walisern und Iren, die langsam gehen und stets mit einem großen Kragen und einem langen Schwert behängt sind
6. Die Vertreibung der Juden und Mauren, [...]
7. Kriege und Plantagen.“

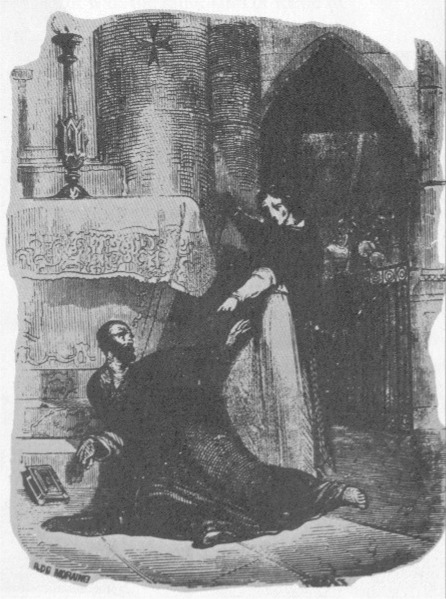
Illustration aus Les mystères de l'Inquisition (1844) von Madame de Suberwick. Paula, die geschändete Protagonistin, tötet den Großinquisitor Pedro Arbués. Solche Illustrationen spielten eine entscheidende Rolle bei der Bildung der öffentlichen Meinung.

Einer der ersten und einflussreichsten Reiseberichte war derjenige der Gräfin d'Aulnoy von 1691, in dem alle spanischen Leistungen in Kunst und Wissenschaft konsequent verunglimpft werden. Im 17. Jahrhundert sind darüber hinaus der Abbé Bertaut, Antoine de Brunel und Bartolomé Joly zu nennen. Ab dem 18. Jahrhundert ist die Liste um Juan Álvarez de Colmenar, Jean de Vayarac (1718), Pierre-Louis-Auguste de Crusy, Marquis de Marcillac, Edward Clarke, Henry Swinburne, Tobias George Smollett, Richard Twiss und unzählige andere zu erweitern, die die schwarze Legende weitertrugen. Es wurde festgestellt, dass die Schriftsteller der Aufklärung ihr Wissen über Spanien aus diesen Berichten bezogen.
Um die Mitte des 18. Jahrhunderts änderte sich der Geschmack des Publikums. Es begann die Zeit der Entstehung des Schauerromans, besonders beliebt in England und in Deutschland. Typisch war die Verlegung der Handlung in ein unbestimmtes Mittelalter, in dem der Schrecken der Szenerie und der Figuren, vor allem Inquisitoren und Jesuiten, der Unschuld der Protagonisten gegenübergestellt wurde: junge tugendhafte, »natürliche« Menschen mit gesundem Menschenverstand und wohlwollender Religiosität. Die verschiedenen Inquisitionen verschmolzen dabei zu einem einheitlichen Gebilde, das klar auf dem spanischen Modell beruhte. Hervorgehoben wurden Geheimhaltung und unerbittliche Strenge des Tribunals, das trotz theologischer Irrationalität, ungerechter Verfahren und erbarmungsloser Verfolgung seiner Opfer in der Literatur oft als Instrument einer »poetischen Gerechtigkeit« erschien. Beispiele sind The Monk (1796) von Matthew Lewis, Die Grube und das Pendel (1843) von Edgar Allan Poe oder The Vale of Cedars, or, The Martyr [Das Tal der Zedern oder Die Märtyrerin] (1850) von Grace Aguilar.
Die erotische Literatur des 18. Jahrhunderts entwickelte sich im 19. Jahrhundert zu Romanen, die die sexuelle Degeneration von Gestalten des Ancien Régime schilderten, darunter auch der Typus des »lüsternen Inquisitors«. Kennzeichnend ist, dass das spanische Volk in diesen Werken »rehabilitiert« wird: Die Inquisition erscheint als Schöpfung der Kirche, des heiligen Dominikus und schwacher Könige, die an der Macht festhielten. Anders als im Schauerroman wird die Inquisition in dieser Literatur als ausschweifend, üppig, voller Heuchelei und Habgier dargestellt. Das Thema tauchte im Verlauf des 19. Jahrhunderts immer wieder auf. Als besonders charakteristisch gilt Les mystères de l'Inquisition et autres sociétés secrètes d'Espagne [Die Geheimnisse der Inquisition und anderer Geheimgesellschaften Spaniens] (1844) von Madame de Suberwick, die unter dem Pseudonym Victor de Féréal schrieb.
Die Macht des Schreckens, die schon die bloße Erwähnung der »Inquisition«, insbesondere der spanischen, auslöste, hielt sich bis in die Mitte des 20. Jahrhunderts als universales Symbol der Unterdrückung. Dazu trugen Werke wie Die Brüder Karamasow (1879) de Dostojewski, dessen Großer Inquisitor zur Prototypfigur wurde; El Greco malt den Großinquisitor (1936) von Stefan Andres oder Goya oder der arge Weg der Erkenntnis (1951) von Lion Feuchtwanger bei.

### Romantische Reisende: die »gelbe Legende«

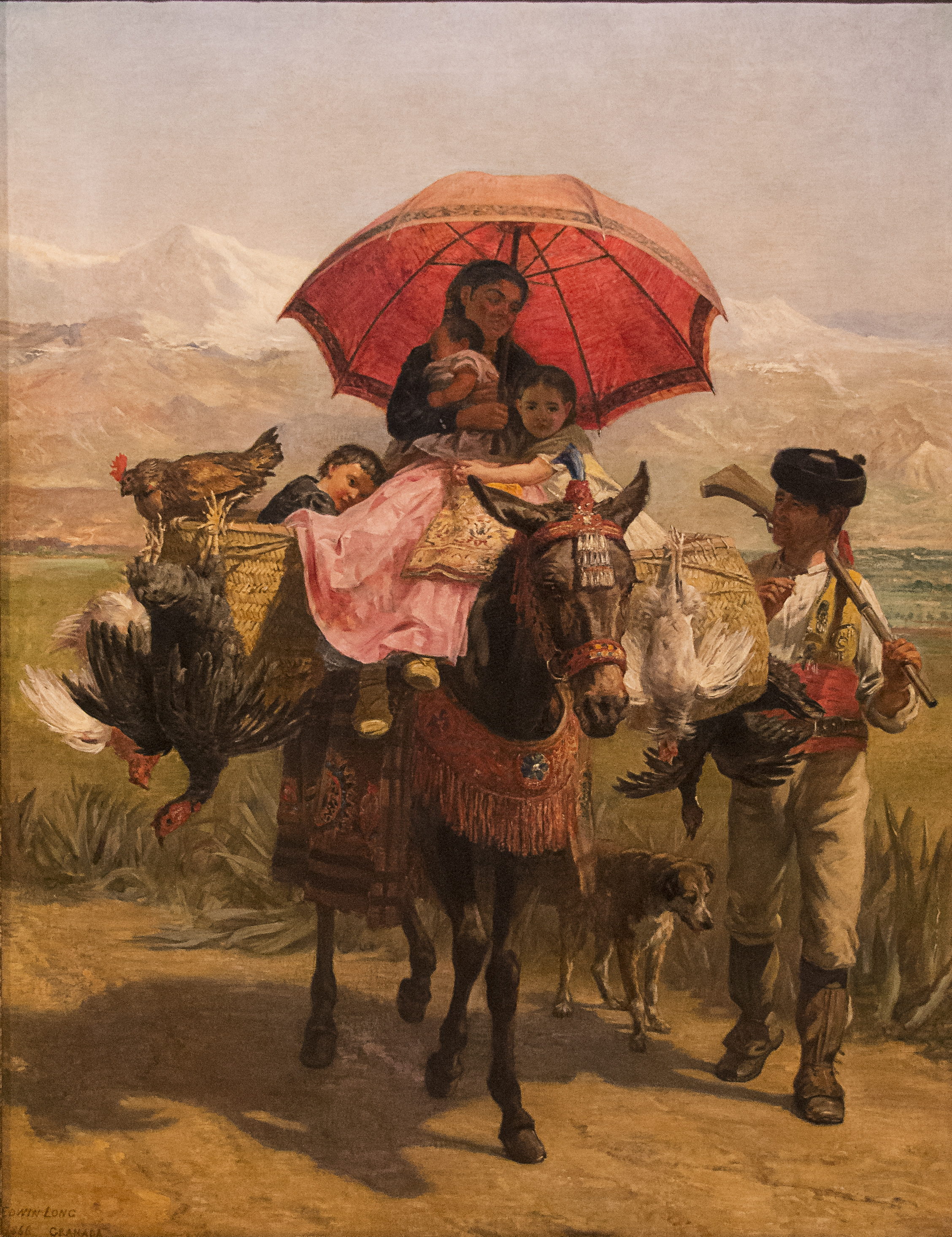
Im Wege nach Granada von Edwin Longsden Long. Die englischen Reisenden verarbeiteten ihre Eindrücke nicht nur in Büchern, sondern auch auf Leinwand.

Der Historiker Enrique Moradiellos verortet die Umwandlung der Topoi der schwarzen Legende in die Zeit des spanischen Unabhängigkeitskrieges, als die Engländer im spanischen Volk plötzlich einen Verbündeten gegen Napoleon fanden. Alle negativen Topoi der Legende wandelten sich ins Positive: »die spanische Grausamkeit wurde zu unbezwingbarem Mut, der verabscheuungswürdige Fanatismus zur unbändigen Leidenschaft, und der hochfahrende Stolz zu patriotischem und individualistischem Selbstbewusstsein.« So hatte gegen Ende des 19. Jahrhunderts die Schwarze Legende an Kraft verloren, und alte Topoi wurden durch neue ersetzt, durch eine romantische Sicht auf das Land, die als »Gelbe Legende« bezeichnet wird. Das Interesse an Spanien nahm zu, jedoch an einem exotischen Spanien, das nicht nur anders, sondern außergewöhnlich erschien und im Wesentlichen mit dem Andalusischen identifiziert wurde. Verbreitet war das romantische Bild vom »arabischen Erbe, dem stolzen spanischen Charakter, der Schönheit der Frauen, der Leidenschaft für den Stierkampf, [der] volkstümlich-abergläubischen Religiosität [...]«. Vor allem Engländer und Deutsche suchten in Spanien die Ideale von Ehre, patriotischem und religiösem Eifer sowie ursprünglichen, elementaren – und etwas wilden – Werten, die im übrigen Europa durch die Zivilisation bereits im Verschwinden begriffen waren. Daneben begann auch ein ernsthaftes Interesse an der spanischen Geschichte und Kultur, am Hispanismus und den Hispanisten.
Zahlreiche Autoren besuchten Spanien, um dieses »Morgenland im Abendland« selbst zu erleben. Zu nennen sind etwa Théophile Gautier, Prosper Mérimée, George Sand, George Borrow, Alfred de Musset, Alexandre Dumas der Ältere, dem der Satz »Afrika beginnt an den Pyrenäen« zugeschrieben wird, Alexander von Humboldt, Walter Scott und Rafael Sabatini. Die bedeutendsten und einflussreichsten waren Lord Byron, der später Lovely girl of Cadix [Süßes Mädchen aus Cádiz] schrieb, Victor Hugo mit seinen Orientales und vor allem Washington Irving mit seinen Die Alhambra. Von der Literatur aus verbreitete sich diese Strömung auch in die Musik. Bereits erwähnt wurde Verdis Don Carlos; derselbe komponierte auch Il trovatore und Ernani, Letztere nach einem Werk von Victor Hugo. Hinzu kommen Egmont und Fidelio von Beethoven, wobei ersteres auf einem Stück von Goethe basiert. Am bekanntesten ist jedoch zweifellos Carmen von Georges Bizet, nach einer Novelle von Mérimée.

## Gegenwart
Im 21. Jahrhundert lebt die Schwarze Legende noch besonders stark im deutschsprachigen Raum fort. So hat Roland Bernhard in seiner Dissertationsarbeit nachgewiesen, dass in den deutschen und österreichischen Schulbüchern noch viele Fehler, Auslassungen und Übertreibungen vorhanden sind, die auf die Schwarze Legende zurückgehen. Neue Forschungsergebnisse werden dabei oft nicht berücksichtigt. Die zentrale Rolle der indianischen Verbündeten bei der Eroberung der Großreiche der Azteken und Inkas wird z. B. weiterhin kaum erwähnt, und der demographische Kollaps wird oft dem Wirken der Spanier zugeschrieben statt der verheerenden Epidemien, die aufgrund der mangelnden Immunabwehr der Indios Millionen Opfer forderten.

## Rezeption in den Vereinigten Staaten
In seinem Buch Tree of hate (dt. ,Baum des Hasses‘) beschrieb Philip Wayne Powell 1971 detailreich, wie sich die Leyenda negra ab dem 16. Jahrhundert ausgebreitet hat und über England in den USA insbesondere von den White Anglo-Saxon Protestants aufgenommen und verbreitet wurde. Die Vorurteile gegen die Spanier seien im 19. Jahrhundert auf die Mexikaner übertragen und in Massenmedien popularisiert worden. Bisweilen wurden sie als Rechtfertigung von Kriegen gegen Spanien bzw. lateinamerikanische Staaten, z. B. im Mexikanisch-Amerikanischen Krieg, Spanisch-Amerikanischen Krieg oder bei der Kolonisierung der Philippinen nach dem Philippinisch-Amerikanischen Krieg, herangezogen. In zahlreichen Romanen und Hollywood-Filmen haben die Spanier bzw. Mexikaner die Rolle der Bösen, wodurch das antispanische Geschichtsbild in breiten Bevölkerungskreisen verfestigt wurde.

## Bemerkungen
1. ↑  Arnoldsson nennt Julián Juderías, Rómulo D. Carbia, Escobar López, Manuel Cardenal und Juan Fernández Amador de los Ríos als Geschichtswissenschaftler, die den Ursprung im 16. Jahrhundert sehen.
2. ↑  Als »Katalanen« galten den Italienern alle Christen entlang der Mittelmeerküste der Iberischen Halbinsel, gleichgültig ob Katalanischer Herkunft im eigentlichen Sinne oder nicht; zuweilen wurde diese Bezeichnung auf alle Einwohner der Iberischen Halbinsel erweitert. Diese »Katalanen« waren eigentlich dem König von Aragonien Untertan, weshalb sie öfters auch als »Aragoneser« bezeichnet wurden, obwohl sie nicht aus Aragonien selbst stammten.
3. ↑  Eine Zusammenfassung über die Schwarze Legende der Borgia kann in der folgenden Veröffentlichung nachgelesen werden: Duran, Eulàlia: The Borja Family. Historiography, Legend and Literature. In: Catalan Historical Review. Nr. 1, 2008, ISSN 2013-407X, S. 63–79 (englisch, raco.cat).
4. 1 2  Siehe auch Gräuelpropaganda.
5. ↑  Eigene Übersetzung aus dem Italienischen. Das Text kann komplett online gelesen werden: Relazione di Filippo II Re di Spagna letta in Senato da Marcantonio da Mula il 23 settembre 1559 in Biblioteca Italiana.
6. ↑  Arnoldsson vergleicht diese Anfeindung und diesen Spott mit der Einstellung einiger europäischer Intellektuellen gegen den Filmen aus Hollywood.
7. ↑  In Originalsprache auf Wikisource zu finden: Brevísima relación de la destrucción de las Indias; auch in Originalsprache in der Biblioteca Virtual Miguel de Cervantes: Breve relación de la destrucción de las Indias Occidentales. In deutscher Übersetzung auf Wikisource: Bartolomé de las Casas
8. ↑  Bemerkenswert ist, dass Democrates, sive de justis belli causis von Juan Ginés de Sepúlveda – dem zentralen Gegenspieler von Las Casas in der berühmten Valladolid-Debatte – bis ins 20. Jahrhundert weder in Spanien noch anderswo im Druck erschien.
9. 1 2  Die Verfolgung von Juden, Kryptojuden, Muslimen und Conversos wurde im übrigen Europa meist als legitim, ja sogar begrüßenswert angesehen – zumal in einem »so stark mit Juden und Mauren vermischten Land« wie Spanien.
10. ↑  José Teixeira, Antonio Pérez: Traicté paraenetique. Universidad Pablo de Olavide 1597 (französisch, archive.org [abgerufen am 19. Februar 2019]).
11. ↑  José Teixeira, Pérez, Antonio: A treatise parænetical. Hrsg.: Richard Field. Universidad Pablo de Olavide 1598 (englisch, archive.org [abgerufen am 19. Februar 2019]).
12. ↑  José Teixeira, Antonio Pérez: The Spanish pilgrime. Hrsg.: B[ernard] A[lsop]. Universidad Pablo de Olavide 1625 (englisch, archive.org [abgerufen am 19. Februar 2019]).
13. ↑  Foxe John: The execrable Inquisition of Spayne. In: Book of Martyrs. 1570, archiviert vom Original (nicht mehr online verfügbar) am 9. Juli 2011; abgerufen am 3. August 2025 (englisch).; eigene Übersetzung des Originales.
14. ↑  Das Thema wird ausführlich behandelt in Schulze Schneider, Ingrid: La leyenda negra de España. Propaganda en la Guerra de Flandes (1566–1584). Editorial Complutense, Madrid 2008, S. 178.; Rezension in Ramírez Alvarado, María del Mar: Reseña de La leyenda negra de España. Propaganda en la Guerra de Flandes (1566–1584). (PDF) In: Questiones Publicitarias. 2009, archiviert vom Original (nicht mehr online verfügbar) am 27. September 2010; abgerufen am 9. August 2025. VOL. I, Nr. 14, ISSN 1988-8732
15. ↑  Eine Liste einiger dieser Pamphlete sowie den Text von A Fig for the Spaniard findet sich unter Antonio Cortijo Ocaña; Adelaida Cortijo Ocaña: Una higa para los españoles. Archiviert vom Original (nicht mehr online verfügbar) am 18. November 2007; abgerufen am 9. August 2025.
16. ↑  In den Niederlanden gab es bereits eine lokale Inquisition seit der Herrschaft Karls V. Und obwohl Philipp II. versichert hatte, dass die spanische Inquisition nicht exportierbar sei, wuchs bei vielen Niederländern die Furcht, der König könnte versuchen, sie einzuführen, um ihre Freiheiten einzuschränken. Philipp II. räumte ein, dass die Niederlande bereits eine eigene Inquisition besaßen, »erbarmungsloser als die hiesige«: Die Gerichte in Antwerpen ließen zwischen 1557 und 1562 insgesamt 103 Ketzer hinrichten, mehr als in ganz Spanien im selben Zeitraum. Mehrere Änderungen in der Organisation der niederländischen Inquisition verstärkten die Angst sowohl vor der Spanischen als auch vor der lokalen Form und steigerten im 16. Jahrhundert den Widerstand, bis hin zu der Befürchtung, es könne Anarchie ausbrechen, falls der Calvinismus nicht legalisiert würde. Peters, S. 144 ff.
17. ↑  Pierre L’Oyseleur: Apologie ou defense de tres illustre prince Guillaume par la grace de Dieu prince d'Orange conte de Nassau ... 1581 (archive.org [abgerufen am 9. August 2025]).
18. ↑  Eine Reihe antihispanischer Pamphlete, darunter Erlasse britischer Monarchen sowie der vollständige Text des Pamphlets A fig for the Spaniard [Eine Feige für die Spanier], finden sich unter: Spanish Black Legend. In: eHumanista. Cortijo Ocaña, Antonio, archiviert vom Original (nicht mehr online verfügbar) am 27. Juni 2010; abgerufen am 18. April 2010.
19. ↑  Robert Greene: The spanish masquerado. Roger Ward, London 1589, S. 22 (oxford-shakespeare.com [PDF]).
20. ↑  "So perished our foes, so did heavens fight with us; [...]"; eigene Übersetzung.
21. ↑  Das Buch kann als Bestseller gelten: Es erschien auf Spanisch 1617, 1622, 1645, 1838 und 1877; auf Französisch 1617, 1622, 1627, 1630, 1638, 1722; auf Italienisch 1636, 1637, 1639, 1640, 1650, 1651, 1658, 1660, 1676 und 1702; auf Englisch 1641, 1642 und 1704; auf Deutsch 1645 und 1646. Ein Kommentar über das Werk findet sich bei José María Perceval: Noticia y Narrador: el libro del doctor García y los orígenes del publicista real. In: Materiales de historia. Archiviert vom Original (nicht mehr online verfügbar) am 2. Dezember 2008; abgerufen am 18. April 2010 (spanisch).
22. ↑  Antoine Arnauld: Coppie de l'Anti-espagnol, faict à Paris. Deffendu par les rebelle de Sa Majesté par Ant. Arnauld. P. Ferdelat, Lyon 1594 (französisch, bnf.fr).; es wurde 1590 ins Englische übersetzt unter dem Titel The Copie of the Anti-Spaniard... Wherein is directly proued how the Spanish King is the onely cause of all the troubles in France.
23. ↑  Eigene übersetzung; der französische Originaltext ist auf Wikisource verfügbar: Lettre LXXVIII. Rica à Usbek, à***
24. ↑  Eine Liste von Büchern über Reisen durch Spanien findet sich in Biblioteca de Viajes por España.
25. ↑  Juan Álvarez de Colmenar: Annales d'Espagne et de Portugal : contenant tout ce qui s'est passé de plus important dans ces deux royaumes & dans les autres parties de l'Europe de même que dans les Indes orientales & occidentales depuis l'établissement de ces deux monarchies jusqu'à présent : avec la description de tout ce qu'il y a de plus remarquable en Espagne & en Portugal, leur etat present, leurs interets, la forme du gouvernement, l'étendue de leur commerce, &c. François L'Honoré & fils, Amsterdam 1741 (ucm.es).
26. ↑  Pierre-Louis-Auguste Crusy: Nouveau Voyage en Espagne fait en 1777 & 1778, dans lequel on traite des Moeurs, des Monumens anciens & modernes, du Commerce, du Théâtre, de la Législation, des Tribunaux particuliers à ce Royaume & de l'Inquisition; avec de nouveaux détails sur son état actuel, & sur une procédure récente & fameuse. Band I. Chez François L'Honoré & fils, Londres 1782 (google.de).
27. ↑  Edward Clarke: Letters concerning the Spanish nation. T. Becket und P. A. De Hondt, Londres 1763 (google.de).
28. ↑  Henry Swinburne: Travels through Spain in the Years 1775 and 1776. Band I, 1787 (google.de).; Henry Swinburne: Travels through Spain in the Years 1775 and 1776. Band II, 1787 (google.de).
29. ↑  The present State of All Nations containing a geographical natural, commercial and political History of all the Countries in the Known World.
30. ↑  So heißt es beispielsweise in einem anonymen Buch, das 1770 in London erschien: «... der Geist der Einwohner ist durch den Aberglauben verdunkelt, und die Anstrengungen des Geistes stoßen auf die Schrecken der Inquisition und viele andere Hemmnisse, durch die die Tyrannei des Klerus das Volk in Knechtschaft hält». Zu den niederländischen Reisenden siehe die Dissertation: Nicole van Overvest: Imágenes de España entre 1777 y 1886 en relatos de viaje holandeses. In: Letteren Scripties. 2009, archiviert vom Original (nicht mehr online verfügbar) am 29. Dezember 2011; abgerufen am 5. September 2010 (spanisch). Eine Gesamtdarstellung findet sich in: María del Mar Serrano: Viajes y viajeros por la España del siglo XIX. In: Cuadernos Críticos de Geografía Humana. September 1993, abgerufen am 5. September 2010 (spanisch).
31. ↑  Eine Diskussion zum Thema findet sich in: Néstor Luján: África empieza en los Pirineos. In: mgar.net. Abgerufen am 13. Mai 2010.